# Müncheni sörpuccs
| 0. Lengyel–ukrán háború                                  | 1918. | 11. 01. - 1919. 07. 18.  |
| 1. Versailles-i békeszerződés                            | 1919. |                          |
| 2. Lengyel–szovjet háború                                | 1919. | 02. 14. - 1921. 03. 18.  |
| 3. Trianoni békeszerződés                                | 1920. |                          |
| 4. Rapallói egyezmény                                    | 1920. | november 12.             |
| 5. Francia–lengyel katonai szövetség (en)                | 1921. | február 16.              |
| 6. Rigai béke (en)                                       | 1921. | március 18.              |
| 7. Menetelés Rómába                                      | 1922. | október 28 - 29.         |
| 8. Korfui összetűzés (olasz-görög) (en)                  | 1923. | aug. - szept.            |
| 9. Müncheni sörpuccs                                     | 1923. | november 8.              |
| 10. A Ruhr-vidék francia–belga megszállása (en)          | 1923. | - 1925.                  |
| 11. Libia megszállása - Második olasz–líbiai háború (en) | 1923. | - 1932.                  |
| 12. Mein Kampf (Harcom) megjelenése                      | 1925. |                          |
| 13. Dawes-terv (en)                                      | 1924. |                          |
| 14. Locarnói egyezmény                                   | 1925. | december 01.             |
| 15. Young-terv (en)                                      | 1929. |                          |
| 16. Nagy gazdasági világválság                           | 1929. | október 24. – 1941.      |
| 17. Mandzsúria japán lerohanása (en)                     | 1931. | 09. 18. - 1932. 02. 26.  |
| 18. Mandzsukuo megszállása                               | 1931  | – 1942.                  |
| 19. Sanghaj-i január 28-i összetűzés (en)                | 1932. | 01. 28. – 03. 03.        |
| 20. Szovjet–lengyel megnemtámadási egyezmény             | 1932. | július 25.               |
| 21. Genfi leszerelési világértekezlet (en)               | 1932. | 02.02. - 1934.06.11.     |
| 22. Első hopeji hadjárat/A nagy fal védelme (en)         | 1933. | 01.01 - 05.31.           |
| 23. Belső-mongóliai hadjárat (en)                        | 1933. | - 1936.                  |
| 24. Hitler lesz a kormányfő és az államfő is egyben      | 1933. | - 1934.                  |
| 25. A tanggui fegyverszünet (en)                         | 1933. | május 31.                |
| 26. Németország újrafelfegyverzése elindul (en)          | 1933. | július 12.               |
| 27. Olasz–szovjet egyezmény (en)                         | 1933. | szeptember 2.            |
| 28. Belső-mongóliai hadjárat (en)                        | 1933. | ápr.- 1936. dec.         |
| 29. Németország elhagyta a leszerelési értekezletet (en) | 1933. | október 14.              |
| 30. Németország kilép a Nemzetek Szövetségéből (en)      | 1933. | okt. 19. - nov. 12.      |
| 31. Német–lengyel megnemtámadási egyezmény               | 1934. | január 26.               |
| 32. A Saar-vidéki népszavazás/visszatérés Németországhoz | 1935. | január 13.               |
| 33. Kötelező sorozás kezdődik Németországban újra (en)   | 1935. | március 16.              |
| 34. Francia–szovjet segítségnyújtási szerződés (en)      | 1935. | május 2.                 |
| 35. Szovjet–csehszlovák segítségnyújtási szerződés (en)  | 1935. | május 16.                |
| 36. He-Umezu egyezmény (en)                              | 1935. | 06. 10. - 1937. 07. 07.  |
| 37. Angol–német tengerészeti egyezmény (en)              | 1935. | június 18.               |
| 38. December 9-i megmozdulások Pekingben (en)            | 1935. | december 9.              |
| 39. Második olasz–etióp háború (abesszíniai háború)      | 1935. | 10. 3.- 1937. 02. 19.    |
| 40. A Rajna-vidéki bevonulás (en)                        | 1936. | március 7.               |
| 41. Spanyol polgárháború kezdete                         | 1936. | júl. 17. - 1939. ápr. 1. |
| 42. A Berlin–Róma-tengely (német–olasz egyezmény)        | 1936. | október 27.              |
| 43. Antikomintern paktum                                 | 1936. | november 25.             |
| 44. Suiyuan hadjárat (en)                                | 1936. | október - november       |
| 45. Hsziani válság (en)                                  | 1936. | december 12-26.          |
| 46. Második kínai–japán háború                           | 1937. | - 1945.                  |
| 47. A USS Panay-incidens (en)                            | 1937. | december 12.             |
| 48. Ausztria bekebelezése (Anschluss)                    | 1938. | március 12.              |
| 49. Májusi válság (német–cseh határ) (en)                | 1938. | május 19 - 23.           |
| 50. Haszan-tavi csata/Csangkufengi összecsapás           | 1938. | júl. 29. - aug. 11.      |
| 51. Német–csehszlovák kisháború (Ordnersgruppe) (en)     | 1938. | szeptember 16 - 17.      |
| 52. Müncheni egyezmény                                   | 1938. | szeptember 29.           |
| 53. A Szudéta-vidék Birodalomhoz csatolása (en)          | 1938. | október 01 - 10.         |
| 54. Első bécsi döntés                                    | 1938. | november 02.             |
| 55. A Szlovák Köztársaság kikiáltása                     | 1939. | március 14.              |
| 56. Csehszlovákia német megszállása (en)                 | 1939. | március 15.              |
| 57. Litvánia náci megfenyegetése, Memel elcsatolása (en) | 1939. | március 20 - 22.         |
| 58. Magyar–szlovák kis háború                            | 1939. | március 23 - 31.         |
| 59. A spanyol polgárháború végső hadműveletei (en)       | 1939. | március 26. - április 1. |
| 60. Danzigi válság (en)                                  | 1939. | március - augusztus      |
| 61. Angol függetlenségi garancia Lengyelországnak (en)   | 1939. | március 31.              |
| 62. Albánia olasz lerohanása (en)                        | 1939. | április 7-12.            |
| 63. Szovjet–angol–francia tárgyalások Moszkvában (en)    | 1939. | ápr. 15.- aug. 21.       |
| 64. Német–olasz barátsági és katonai szerződés           | 1939. | május                    |
| 65. Halhín-goli csata                                    | 1939. | május - szeptember       |
| 66. Molotov–Ribbentrop szerződés                         | 1939. | augusztus 23.            |
| 67. Lengyelország német lerohanása                       | 1939. | szept. 1. - okt. 6.      |

A müncheni sörpuccs (németül: Hitlerputsch vagy Hitler-Ludendorff-Putsch) Adolf Hitler és Erich Ludendorff vezetésével lezajlott sikertelen, erőszakos hatalomátvételi kísérlet volt a bajorországi Münchenben, 1923. november 8. estétől november 9. kora délutánig tartott. Az angol és magyar nyelvű történetírásban meghonosodott elnevezés az esemény kezdeti helyszínéről, a Bürgerbräukeller sörházról kapta nevét.
Végrehajtásában részt vettek a Nemzetiszocialista Német Munkáspárt (németül: Nationalsozialistische Deutsche Arbeiterpartei, NSDAP) rohamosztagai, illetve az NSDAP vezetése alatt álló Kampfbundba tömörült paramilitáris szervezetek, mint a Sturmabteilung is. Végcélja a berlini birodalmi kormány hatalmának megdöntése és a weimari köztársaság helyett egy nemzetiszocialista politikai rendszer létrehozása volt. Ezek voltak Hitler erősen túlzó híres nyitó mondatai a sörpuccs kezdetén: „Kitört a nemzeti forradalom! […] A bajor és a berlini kormányt eltávolítottuk a helyéről, és azonnal új kormányzatot alakítunk. A Reichswehr és a rendőrség laktanyáit elfoglaltuk. Mindkét fegyveres szerv csatlakozott a szvasztikához.”
Az államcsíny azonban éppen a rendfenntartó szervek ellenállása miatt teljes katonai kudarccal végződött. A puccskísérlet vezetőinek nagy részét – bár többen külföldre menekültek – letartóztatták és bíróság elé állították. A néhány hónap múlva indított per során mégis viszonylag enyhének mondható ítéletek születtek. Hitler a hazaárulás vádjánál kiszabható legkisebb tételt, az öt év fegyházbüntetést kapta, amelynek letöltését Landsberg am Lech börtönében kezdte meg. Ezalatt diktálta Mein Kampf című műve első kötetét helyettesének, Rudolf Heßnek. A börtönből rövid idő múlva, kilenc letöltött hónap után szabadon engedték, így az előzetes letartóztatásban töltött idő beszámításával összesen tizenhárom hónapot volt büntetésben. Ludendorffot, az első világháborús német nemzeti hőst a személyét övező tekintély, illetve jó kapcsolatai miatt mentesítették a börtönbüntetés alól. A sörpuccs a gyakorlati kudarc ellenére politikai értelemben nem volt teljesen eredménytelen, hiszen megteremtette a később hatalomra jutó német nemzetiszocialisták eredetmítoszát, és ebben a tizenhat áldozatuk kultikus szerepet kapott. Szimbolikusan az ő vérükkel megfestett „véres zászló”, a Blutfahne követőik számára szent ereklyévé vált. Végső soron ez a puccs így a fasizmus német változata, a nemzetiszocializmus hatalomra jutásának egyik lépcsőfoka lett.

## A sörcsarnokok politikai szerepe

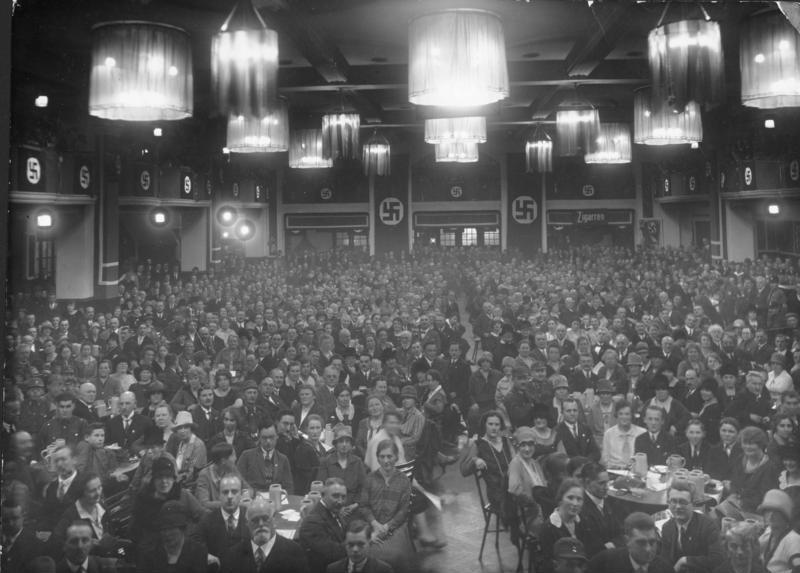
NSDAP-gyűlés a Bürgerbräukellerben (1923)

A német nemzetiszocializmus korai története akár a müncheni sörözők jegyzéke alapján is áttekinthető. Magát a pártot a Sterneckebräuban alapították, a Bürgerbräukeller volt az első összejövetelek helyszíne, és a nagyobb gyűléseket a Hofbräuhausban tartották. A sörözők e korban a társadalmi élet központjai voltak, ahol különféle „egyletek” működtek. E helyeken alakultak az első munkásszövetségek, a szakszervezetek és a szociáldemokrata tömörülések is. A pártok számára rendkívül előnyös volt a nagy befogadóképességű sörözők bérlése. Adolf Hitler 1919. szeptember 12-én a Sterneckebräuban lépett be a frissen alapított Német Munkáspártba.

## A nemzetiszocializmus kezdetei
Hitler hamarosan a párt élére került. 1920. február 24-én volt a DAP első tömeggyűlése a Hofbräuhaus sörözőben 2000 résztvevővel és ezen átnevezték e pártot Nemzetiszocialista Német Munkáspártnak (Nationalsozialistische Deutsche Arbeiterpartei (NSDAP)). Hitler a pártvezetést a saját embereivel töltötte fel. Az 1920-as évek elején kisebb-nagyobb politikai pártok tucatjai alakultak, amelyek tevékenysége nagyrészt szponzorok keresésével telt. A német ipar tulajdonosi rétegének érdekében állt e pártok támogatása, hiszen bármelyikük élre kerülése esetére bebiztosították magukat, így a Német Munkáspárt is jelentős támogatásokat kapott tőlük. Ezt főleg a már korán megszervezett párt-rohamcsapatoknak köszönhette, amelyek nem egyszer játszották a sztrájktörő szerepet, amit a nagyipar vezetése anyagi támogatással hálált meg.
Politikai programja egyenesen következett a weimari köztársaság létrejöttét megelőző 1918–1919-es helyzetből, a kommunizmus eszméinek gyors terjedéséből. Hitler csúcsra kerülésével az antikommunizmus, a versailles-i békeszerződés revíziója és a francia megszállók hazaküldése került előtérbe, megtűzdelve mindazokkal a zavaros ideológiákkal, amelyeket Hitler később a Mein Kampfban foglalt össze. Az 1920. március 17-i Kapp-puccs sztrájkok miatti sikertelensége megerősítette Hitlert abban a hitében, hogy elsősorban a baloldali munkásmozgalmak ellen kell fellépnie. 1921. május 11-én Németország elfogadta a szövetségesek jóvátételi követeléseit, ettől kezdve Hitler programja kiegészült a jóvátétel elutasításával.

## Külpolitikai minták
1922-ben Benito Mussolini a Marcia su Roma után miniszterelnöki kinevezést kapott. A későbbiekben Hitler a számára amúgy is példaképként szolgáló olasz diktátor mintáját követte. Úgy gondolta, hogy Németországban is épp olyan könnyű lesz a nemzetiszocialista hatalomátvétel, mint Olaszországban volt a fasiszta. Hasonló pozitív megerősítés volt az 1923. szeptember 13-án bevezetett spanyol katonai diktatúra Miguel Primo de Rivera vezetésével. A müncheni sörpuccsot alig másfél hónappal később szervezték meg.

## Előzmények

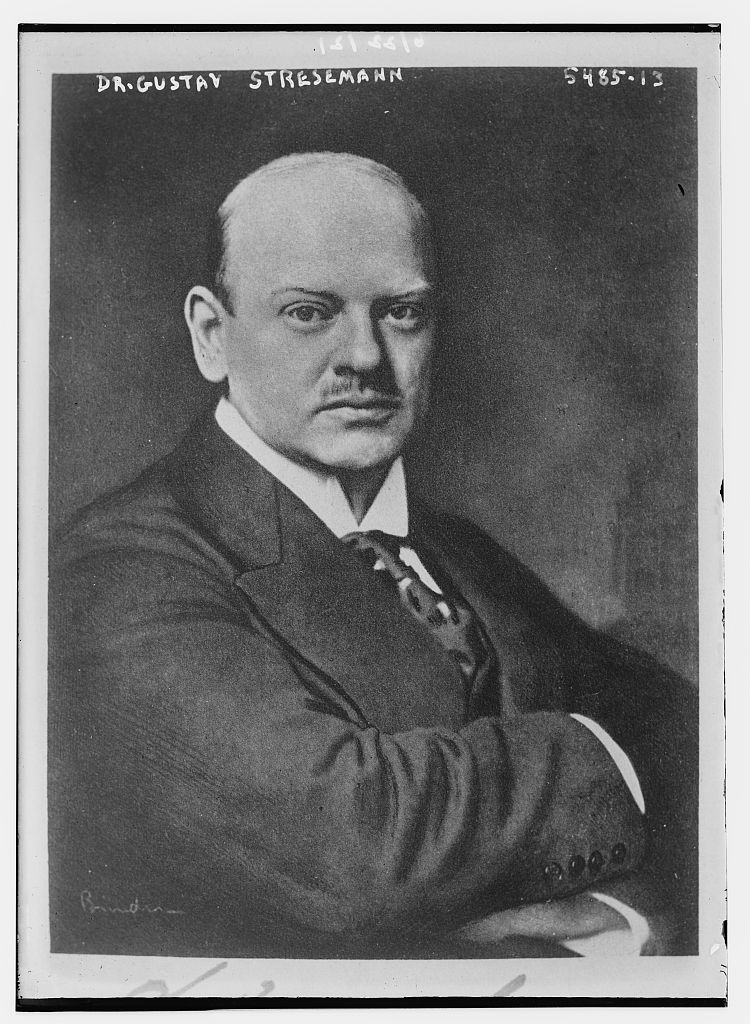
Gustav Stresemann

Wilhelm Cuno kormányának a Ruhr-vidékkel kapcsolatos passzív ellenállási politikája nem tudta elérni a francia csapatok kivonulását. A sztrájkok, szabotázsok szétzilálták a nehézipari termelést, az infláció üteme soha nem látott mértékűre gyorsult. Az életszínvonal általános csökkenése forradalmi válság kialakulásával fenyegetett. Ennek egyik jele a rajnai szeparatizmus felerősödése volt Aachen, Köln, Wiesbaden, Trier körzetében, ahol szeptemberben kikiáltották a Rajnai Köztársaságot, amely még a sörpuccs bukása után is majdnem három hétig fenn tudott maradni. Bizonyos tőkés körök a forradalomtól való félelmüktől vezérelve a francia megszállókkal is késznek mutatkoztak kompromisszumra a termelés és a profit helyreállítása érdekében. A robbanásig feszült helyzet tarthatatlanságára hívta fel a figyelmet az augusztus 11-én lezajlott országos általános sztrájk viharos sikere is, amely Cuno kormányát egy nap leforgása alatt lemondásra kényszerítette. Az új koalíciós kormányt a Német Néppárt (DVP) vezető képviselője, Gustav Stresemann alakította meg a Németország Szociáldemokrata Pártja (németül Sozialdemokratische Partei Deutschlands, SPD), a Centrumpárt és a Német Demokratikus Párt (németül Deutsche Demokratische Partei, DDP) részvételével.  Stresemann felismerte, hogy a passzív ellenállás zsákutca Németország számára, ezért a viszonyok normalizálásának elkötelezett híveként az akkor igen népszerűtlen teljesítési politika felvállalása mellett döntött. 1923. szeptember 26-án kiáltványt adott ki a passzív ellenállás feltétel nélküli beszüntetéséről, amelyet a kormány összes tagja aláírt. Ennek hosszú távon látványos eredményei születtek, külpolitikailag a német-francia viszony rendeződése, belpolitikailag az általános társadalmi konszolidáció, rövidtávon azonban a revansista szélsőjobboldal agresszív sajtókampányának célpontja lett.

## A belpolitikai helyzet 1923 őszén

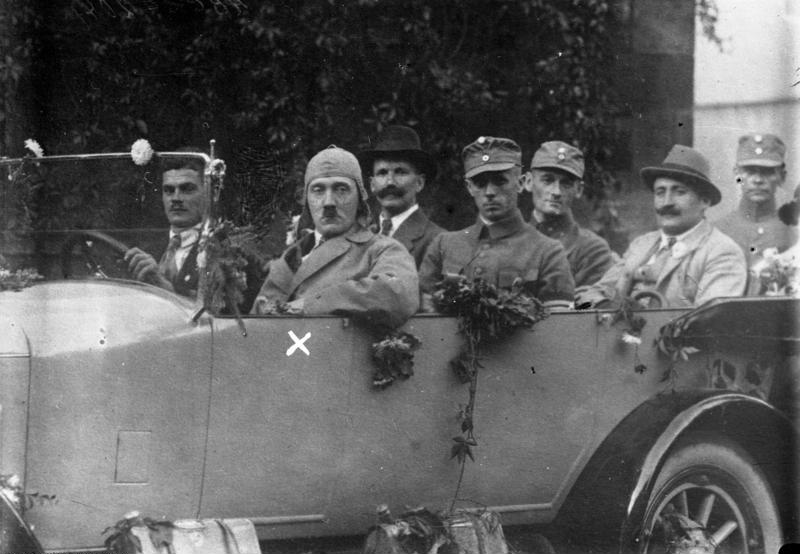
Hitler propaganda-körúton (1923)

Hitler már 1923. szeptember 2-án, az 1870-es sedani győzelem évfordulóján Nürnbergben megrendezett „német nap” ünnepségén éles támadást intézett Stresemann ellen a közel százezer ember előtt tartott beszédében. Fontos fordulópontot jelentett az ekkor létrehozott Német Harci Szövetség (Deutscher Kampfbund), melyben az NSDAP, a Bund Oberland és a Reichsflagge egyesült. A szervezet katonai vezetését Hermann Kriebel látta el, a gazdasági ügyek Hitler híve, Max Erwin von Scheubner-Richter irányítása alá kerültek, szeptember 25-én pedig a szervezet politikai vezetőjévé Hitlert választották meg. Ezzel birodalmi méretekben is figyelemre méltó fegyveres szervezet élére került, amelynek a Scheubner-Richter által írt akcióprogramja szerint: „…Bajorországban először az államhatalmat fenntartó katonaság és rendőrség támogatását kell megszerezni, s csak utána kerülhet sor a »nemzeti forradalomra«”. Scheubner-Richter azt a végkövetkeztetést vonta le, hogy a rendőrséget formailag törvényes módon úgy kell átvenni, hogy a Kampfbund vezetői lássák el a bajor belügyminisztérium és a müncheni rendőrség vezetését. Hitler a Kampfbundban lévő partnereihez hasonlóan tisztában volt azzal, hogy Bajorországban egy, a katonaság és a müncheni rendőrség ellenében megkísérelt puccs vajmi kevés sikerre számíthat. Ezek félreérthetetlen bizonyítékai az államcsínyre való törekvésnek. Mindazonáltal az NSDAP lapja, a Völkischer Beobachter cinikus módon Stresemannt vádolta azzal, hogy Seeckt tábornok révén diktatúra kiépítésére törekszik, hogy „a német népet idegen érdekeknek rendelje alá”.
Hitler annyira döbbenetesen értett a tömeghangulat önkívületi állapotig való felkorbácsolásához, hogy amikor szeptember vége közeledtével mozgósította 15 ezer fős rohamosztagát, és 27-ére 14 tömeggyűlés megtartásának szándékát jelentette be, amelyek mindegyikén szónokolt volna, a beláthatatlan következményektől való félelem a bajor miniszterelnököt a rendkívüli állapot bevezetésére késztette.

### Országos rendkívüli állapot

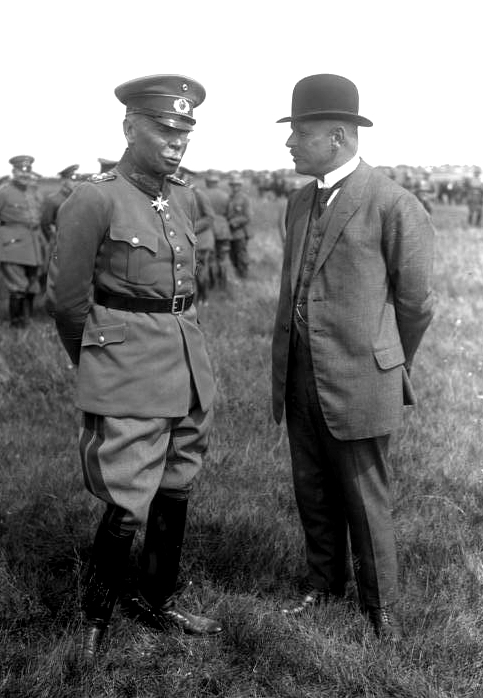
Hans von Seeckt és Otto Geßler

A politikai feszültség drámai növekedése miatt a kormány 1923. szeptember 26-án az egész birodalom területére rendkívüli állapotot hirdetett, és az alkotmány 48. cikke alapján Otto Gessler birodalmi védelmi minisztert rendkívüli jogokkal ruházta fel. Az alkotmány 114., 115., 117., 118., 123., 124. és 153. cikkelyeit felfüggesztették, és a rendelet szerint: „Ennek értelmében lehetséges a személyes szabadságnak, a szabad véleménynyilvánításnak, beleértve a sajtószabadság jogának, az egyesülési és gyülekezési jognak a korlátozása, a levél-, posta-, távirat- és távbeszélő titok megsértése, házkutatások és elkobzások elrendelése, valamint a magántulajdon korlátozása az egyébként idevonatkozó törvények ellenében is.” A rendelet lehetővé tette kormánybiztosok kinevezését, akik szintén kiterjesztett jogkört kaptak. A büntetési tételeket legtöbb területen súlyosbították, figyelemre méltó a halálbüntetés körének jelentős kiterjesztése (hazaárulás, lázadás vezetése, csoportosulásban elkövetett erőszakos cselekedetek, szabotázscselekmények). Ennek alkalmazása esetén a puccs után Hitlert több vádpontban halálra lehetett volna ítélni.
Eugen von Knilling bajor kormánya szeptember 27-én szintén kihirdette a rendkívüli állapotot, melynek keretében Gustav Kahr különleges jogkörrel felruházott főkormánybiztosi kinevezést kapott. Így a kormány alkotmányos jogainak csorbítása nélkül, a fegyveres szervezetek és az államhatalom irányítását egy kézben centralizálták, hogy a lassú parlamenti procedúra megkerülésével a lehető leggyorsabb cselekvés biztosított legyen. Kahr kinevezése erre a posztra kockázatos választás volt a kormány részéről, mivel a monarchista bajor szeparatizmus képviselőjeként, a weimari köztársaság ellenségeként, ő maga is a birodalomtól való elszakadást tervezte. Céljai érdekében támogatott mindenféle radikális, szélsőjobboldali politikai csoportot, szervezetet, többek közt az egyre népszerűbb NSDAP-t is, mindezt annak ellenére, hogy Hitler törekvései jelentősen különböztek az övéitől. Kahr elsődleges célja a Wittelsbach-dinasztia hatalmának restaurációja volt, amely a Németországból kiváló Bajorországnak újból a trónjára ülne. Ugyan jó kapcsolatokra törekedett Hitlerrel, de eszközként tekintett rá, számára leginkább csak a nemzetiszocialisták szociáldemokrata- illetve kommunista-ellenessége volt fontos, fegyveres szervezeteiket főleg ezért támogatta, egyébiránt például Hitler radikális antiszemitizmusával és szociális demagógiájával már nem azonosult teljes mértékben.

Otto von Lossow

A rendkívüli állapot bevezetése, Kahr kinevezése a bajor politikai élet főszereplőivé léptette elő Otto von Lossow altábornagyot, a Reichswehr bajorországi VII. katonai körzetének parancsnokát és Hans Ritter von Seisser rendőrezredest, a müncheni rendőrség parancsnokát, akik mindketten igen bizalmas, baráti viszonyban voltak Kahrral, de felértékelődött a szerepe Rupprecht bajor trónörökösnek is. Mindannyian a Bajor Néppárt konzervatív-monarchista irányzatát képviselték. A bajor Reichswehr sajátos helyet foglalt el a hadseregben, mivel a Kapp-puccs leverése után a központi kormánnyal szembeni szeparatizmus fegyveres támogatója lett. Ezért a kormány 1922 decemberében a korábbi parancsnokot, Arnold Ritter von Möhl tábornokot leváltotta, és helyébe Lossow tábornokot nevezte ki. Lossow azonban könnyen befolyásolható volt, s a bajor politikusok hatása alá került. Így a bajorországi VII. katonai körzet megbízhatatlanságának problémája nem oldódott meg, sőt a fegyveres szervezetek feletti felügyeleti jogkör gyakorlása során a Hitlerrel való folyamatos kapcsolattartás, „a novemberi árulók” elleni agitáció csak rontott a helyzeten. Ezt még jobban súlyosbította, hogy a fiatalabb tisztek fogékonyak voltak a náci ideológia iránt. Seisser, bár támogatta Hitlert, nem osztotta nézeteit, Lossownál kevésbé volt befolyásolható, és az olasz mintára elképzelt „Marsch auf Berlint” pedig komolytalannak és nevetségesnek tartotta. A nemzetiszocialista eszmék azonban a rendőrség soraiba is behatoltak, egyik legfontosabb pártfogójuk Ernst Pöhner, müncheni rendőrfőnök volt, aki Wilhelm Fricket, az NSDAP egyik vezetőjét a politikai ügyosztályon alkalmazta.
Kahr rendkívüli felhatalmazását a baloldal ellen fordította. Szeptember 29-én feloszlatta a kommunista és a szociáldemokrata fegyveres önvédelmi szervezeteket. Ezzel szemben a Kampfbund a tartományi hatóságok támogatását élvezte, s fokozhatta aktivitását. Október elején betiltotta a Németország Kommunista Pártja (németül Kommunistische Partei Deutschlands – KPD) kiadványait, feloszlatta ifjúsági szervezeteit, és egyetemi hallgatók számára kizáró ok lett a KPD tagság. A bajor Reichswehr egységeit Türingia és Szászország tartományi határaihoz vezényelte, hogy az ottani, törvényesen megválasztott munkáskormányok ellen bevethetők legyenek. Csakhogy ezek az erők akár a berlini központi kormány ellen irányíthatók is voltak.
A politikai polarizálódás kifejeződött a Schwarze Reichswehr Bruno Ernst Buchrucker őrnagy vezette október 1-jei küstrini puccskísérletében (Küstriner Putsch) is. A Fekete Reichswehr egy „technikai segédszolgálatnak” vagy „különleges munkaszolgálatnak” álcázott, valójában a békeszerződés kijátszására létesült titkos hadszervezet volt, amelynek költségvetését kisebb részben a hadsereg hivatalos keretéből, nagyobb részben nagytőkések és junker nagybirtokosok adományaiból fedezték. „Az esetek többségében a kiképzést végző tisztek közvetlenül is a nagybirtokosok szolgálatában álltak mint erdészek, vadászok, lovászok, gazdatisztek vagy felügyelők, így szükség esetén azonnal eltűnhettek az ellenőrzést végzők szeme elől.” A Fekete Reichswehr tagjait a baloldal és a köztársaság ellenségeiből toborozták, így az a baloldal elleni katonai akciókban megbízható fegyveres erőt jelentett. A küstrini puccskísérlet órák alatt összeomlott, mivel Seeckt tábornok, a Reichswehr főparancsnoka konzervatív, monarchista meggyőződése ellenére nem támogatta, de cserébe igényt tartott a Szászországban és Türingiában kommunista részvétellel megalakult munkáskormányok elleni határozott fellépésre. Október 21-én a birodalmi Reichswehr csapatok parancsot kaptak a két tartomány megszállására. Az a paradox helyzet állt elő, hogy Ebert elnök (SPD) a törvényesen, demokratikusan megválasztott SPD-vezetésű tartományi kormányokat az alkotmány 48. paragrafusa alapján kihirdetett rendkívüli állapot révén, erőszakkal leváltotta.

### A közvetlen előzmények

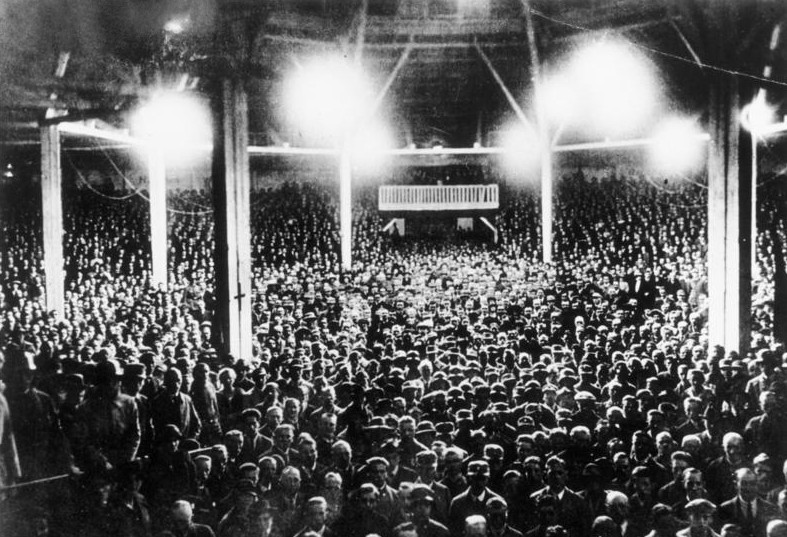
Hitler beszédet mond a Krone-cirkuszban (1925)

1923 októberében a Bajor Néppárt politikusai nyíltan bírálták Gustav Stresemann külpolitikáját, a berlini kormányt igaztalanul a baloldal szócsövének nevezték, mialatt támogatták a polgárháborúra uszító Hitlert. Az NSDAP lapja, a Völkischer Beobachter egyik októberi száma felhívást közölt az ország népéhez, hogy lázadjon fel a birodalmi kormány ellen, s ezzel gyakorlatilag a központi hatalom megdöntésére hívott fel. Gessler felszólította Lossow tábornokot, hogy tiltsa be az újságot, aki Kahr biztatására megtagadta a rendelkezés végrehajtását, megkérdőjelezve a központi kormány jogát a bajor sajtótörvényekbe való beavatkozásra. Gessler javaslatára a kormány elhatározta Lossow felmentését, s helyére elrendelte a rangidős Friedrich Kress kinevezését a VII. katonai körzet parancsnokává. Ezt sem lehetett végrehajtani, mert ekkor viszont Kahr tiltakozott a „bajor szabadállam alkotmányának durva megsértése” ellen. Végül Seeckt tábornok közvetítő indítványa oldotta meg a kritikussá váló problémát, Lossow fegyelmivel megúszta.
Hitler megpróbálta maga mellé állítani Lossowot és Seissert, elszánt törekvését jelzi, hogy október 24-én Lossowot négyórás előadásban győzködte elképzeléseiről, terveiről. Ők azonban taktikáztak, lavíroztak, húzták az időt, csak feltételes támogatást ígértek a Kampfbundnak. Egész október ennek a jegyében telt, Hitlernek semmilyen konkrét megállapodást nem sikerült a triumvirátussal tető alá hoznia.
Hitler október 30-án a Krone-cirkusz épületében tartott tömeggyűlésen feszítette még tovább a húrt, amikor félreérthetetlenül kijelentette, hogy az NSDAP célja a weimari köztársaság felszámolása, diktatórikus kormányzás bevezetése, a versailles-i békeszerződés érvénytelenné nyilvánítása. Már ekkor fenyegetések hangzottak el a zsidóság tömeges deportálására és likvidálására is. A zsúfolásig telt Krone-cirkusz öt-hatezer fős közönsége tomboló lelkesedéssel támogatta a felvázolt célokat. Hitlernek Észak-Németországban is voltak szövetségesei. Az ottani nagytőkés körökben is megjelent az a nézet, hogy „a parlamenti demokrácia csődöt mondott, diktatórikus kormányra lenne szükség”.

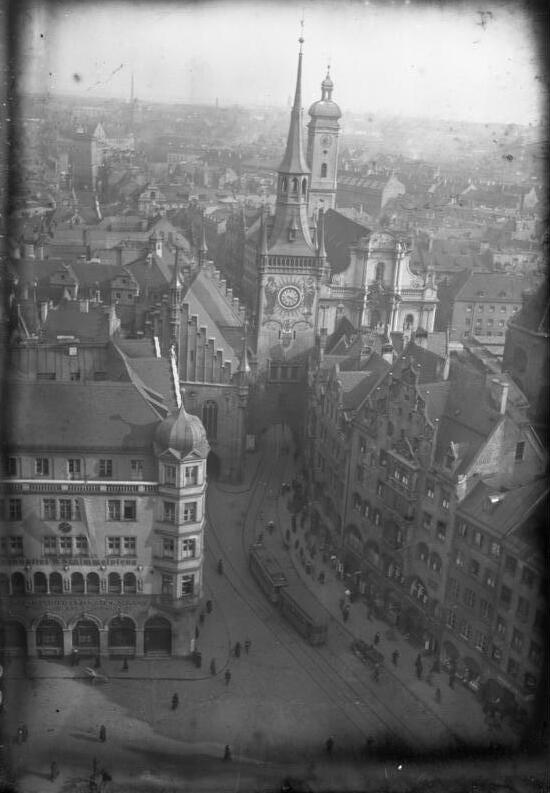
München, Hauptstrasse (1923)

November elején a bajor hatóságok már komolyan számoltak egy Hitlertől és a Kampfbundtól kiinduló puccsfenyegetéssel. Seisser Berlinbe utazott, hogy a triumvirátus nevében tárgyalásokat folytasson potenciális kulcstámogatókkal saját puccsterveik érdekében. E tárgyalások egyikén, november 3-án találkozott Seeckt tábornokkal, a birodalmi Reichswehr főparancsnokával is, aki egyértelműen közölte, hogy nem fordul a berlini kormány ellen. Ezzel a triumvirátus eredeti elképzelése a Reichswehr támogatásáról kudarcot vallott.
November 5-én a birodalmi kormány Ebert elnök és Stresemann aláírásával kiáltványt adott ki, amelyben figyelmeztette a népet a szélsőjobboldali puccs veszélyére. A kiáltvány bejelentette, hogy a kormány rendelkezik a megfelelő hatalmi eszközökkel, külön kiemelte a birodalmi Reichswehr és a rendőrség hűségét az esküjéhez és felhívott mindenkit a birodalmi kormány támogatására.
Lossow november 6-án, a „hazafias szervezetek” vezetőinek tartott müncheni értekezletén, ennek megfelelően óvta a résztvevőket, különösen a Kampfbundot attól, hogy önálló és eleve sikertelenségre ítélt puccskísérletbe kezdjen. Lossow kijelentette, hogy támogatja a jobboldali diktatúrát, ha a siker esélye legalább 51 százalékos, de nem hajlandó részese lenni semmiféle, rosszul megtervezett puccskísérletnek. Seisser határozottan kiállt Kahr mellett és hangsúlyozta, hogy egy puccsot akár erővel is kész letörni.
Hitler viszont némiképp a hívei körében kialakult felfokozott elvárások kényszere alá került, úgy vélte ha nem cselekszik, elpártolnak tőle. Így nem vett részt a Kahr által összehívott gyűlésen, hanem találkozott a Kampfbund katonai vezetőjével, Kriebellel és dr. Friedrich Weberrel, a Bund Oberland vezetőjével. A megbeszélés egyik fő témája, hogyan tudnák Kahrt a maguk oldalára állítani. Weber azt a feladatot kapta, hogy Ludendorff közvetítését kérje egy Hitler és Kahr közötti találkozó megszervezéséhez. Kahr viszont november 7-én elutasította a találkozót, sőt a 8-ára a Bürgerbräukellerbe tervezett nagygyűlés utáni megbeszélést is. Lossow november 7-én a tisztikar előtt elismételte, hogy mindenféle puccskísérlet ellen a leghatározottabban fel fog lépni és hűségnyilatkozatot kért a tisztektől, amit azok egyhangúlag meg is tettek. Ekkor Hitlert már név szerint említette mint a kormánytól független hatalomátvételi kísérlet vezetőjét.

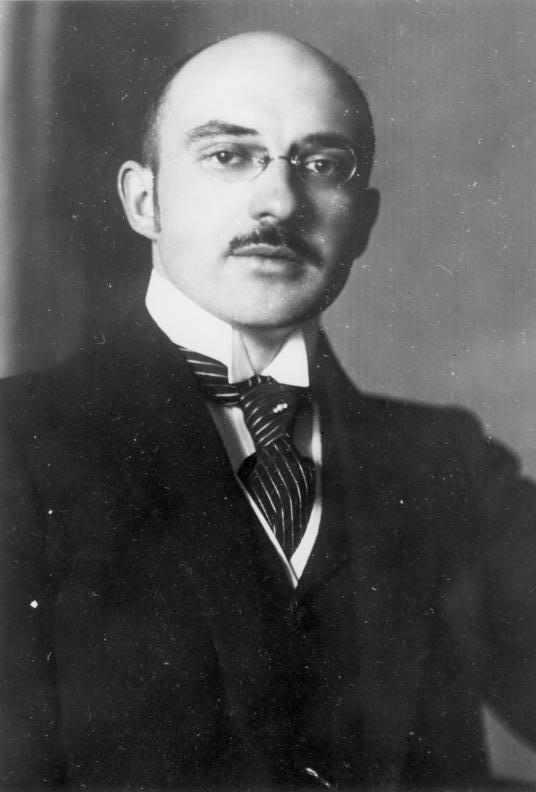
Max Erwin von Scheubner-Richter

1923. november 7-én Kriebel lakásán a Kampfbund vezetői, Hitler, Scheubner-Richter, Göring, Weber, Hans Streck és Ludendorff – aki később tagadta részvételét – már a konkrét akciótervek megvitatására jöttek össze. A cselekvési terv kialakításakor Hitler mintegy axiómaként, megkérdőjelezhetetlen kiindulási feltételként tekintett arra, hogy a triumvirátus nélkül, velük szemben nem számíthatnak sikerre. Megoldási javaslata a „fait accompli” szituációjának mesterséges létrehozása volt: olyan nyilvános akció befejezett ténye, amely együttműködésre, olyan úton való elindulásra kényszeríti őket, amelyről már nem lehet visszafordulniuk. Ebben rögtön konszenzus alakult ki és abban is, hogy ezt erőszakkal kell kivitelezni, amire először Kriebelnek volt konkrét javaslata. Eszerint a Kampfbund erőknek 10–11-ére gyakorlatot hirdettek volna meg Münchentől északra egy cserjés, bozótos területre. A gyakorlat helyett azonban éles bevetésre indultak volna a városba, elrabolták volna a triumvirátust és bejelentették volna őket, mint egy nemzeti diktatúra tagjait Hitler, Ludendorff és mások mellett. A kormány többi tagjának letartóztatását pedig az éjszaka folyamán saját otthonukban realizálták volna. A tervet hosszasan boncolgatták, de Hitlernek nem tetszett, túl kockázatosnak találta. Hamarosan azonban előállt egy alternatív javaslattal. Kahr másnapra nagyszabású gyűlést hívott össze, melyre meghívta a kormány tagjait, diplomatákat, üzletembereket, a kulturális élet prominens személyiségeit, a sajtó képviselőit, külföldi tudósítókat. Ebből Hitler – tévesen – arra következtetett, hogy valami fontos bejelentésre készül, talán deklarálja a bajor monarchia visszaállítását, s Rupprecht trónra ültetését, ami teljesen romba döntötte volna terveit. Attól tartott, hogy Kahr megelőzi és kihagyja az eseményekből. (A valóságban a triumvirátus a Seisser–Seeckt találkozó kudarca következtében már meghatározatlan időre visszalépett saját puccstervétől, ugyanakkor az is kétségtelen, hogy frazeológiájukban ez nem jelentett változást.) A továbbiakban részletesen megtervezték a sörházban másnap ténylegesen bekövetkező akció lépéseit és katonai tervet készítettek a város fontos stratégiai pontjainak megszállására. Ugyanezen a napon késő este Hitler még tájékoztatta az SA vezetőit a másnapi akció terveiről.
November 8-án délelőtt 11 óra után Hitler Rosenberg hivatalába ment, ahol Rosenberg, Scheubner-Richter, Ernst Hanfstaengl a Völkischer Beobachter aznapi számának szerkesztésével voltak elfoglalva. Röviden vázolta a puccstervet, s szigorú titoktartásra hívta fel a figyelmet. Távoztában az ajtóból visszafordulva így szólt: „És uraim! Ne felejtsék elhozni a pisztolyukat!”

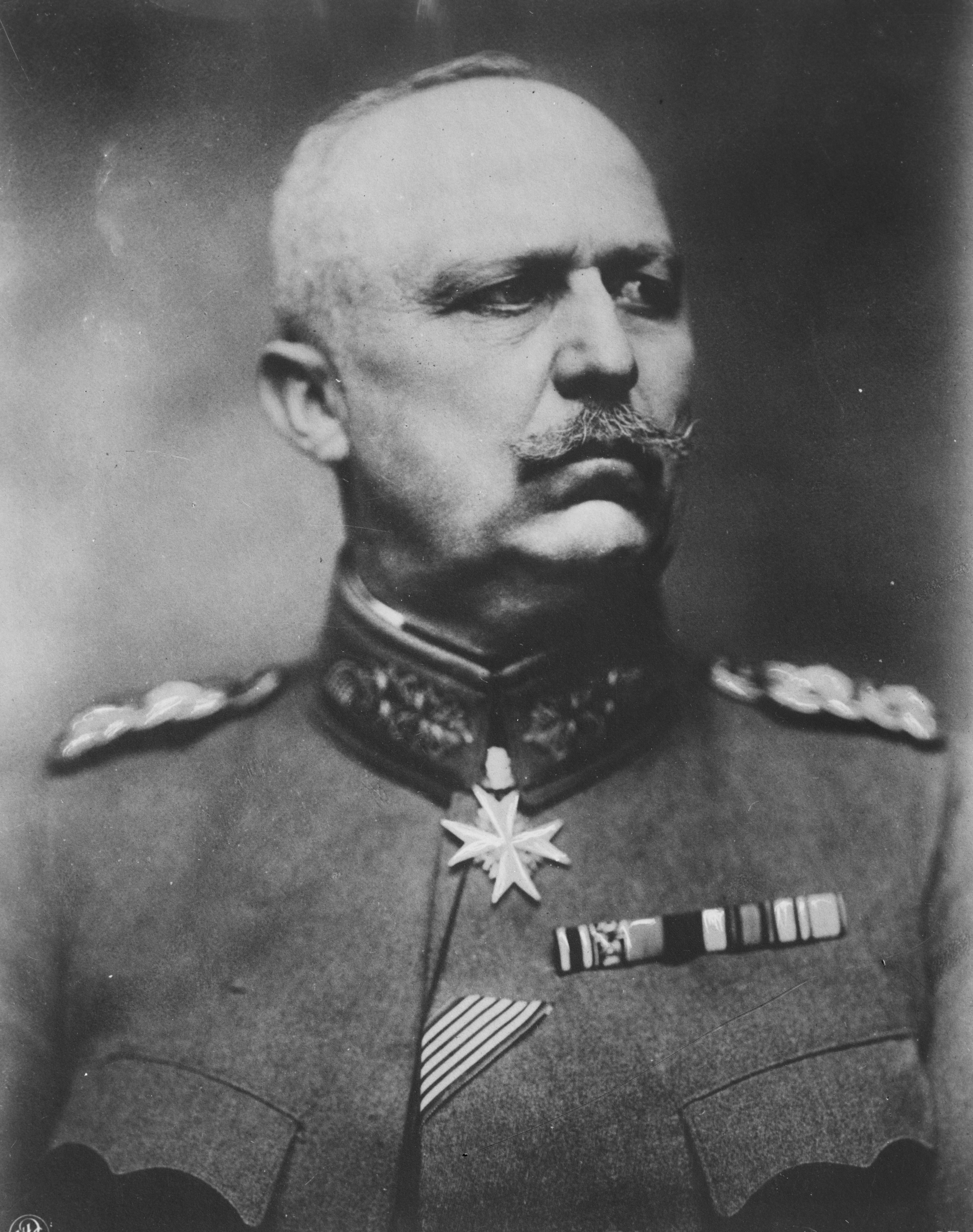
Erich Ludendorff

Időközben a felbolydult méhkashoz hasonló SA-központban szikrázott a levegő a feszültségtől, izgatott sürgés-forgás, folyamatosan csöngő távbeszélő készülékek jelezték, hogy hamarosan történni fog valami. Telefonon, gyorsfutárral vagy személyes hírvivővel riadóztatták az egységeket, s a parancs szerint, este hétre négy várakozási pontot kellett elfoglalniuk. Nem közölték senkivel, hogy mi fog történni, azt csak a beavatottak tudhatták.
Délután négy órakor Ludendorff megérkezett az érte küldött Reichswehr hivatali autóban Kahrhoz az eredetileg Hitler által kezdeményezett megbeszélésre, de őt a főkormánybiztos nem fogadta. Kahr igyekezett a tetteket sürgető Ludendorff tudtára adni, hogy az idő még nem érkezett el a cselekvésre, amit Ludendorff úgy értelmezett, hogy: „»Kahr és Lossow illetve közte mindenben a legnagyobb egyetértés volt, nemcsak a célok tekintetében, hanem a megvalósítás módjában is«, amely alatt a »Marsch auf Berlin«-t értette. Nézetkülönbség csak az időzítésben és a részletekben volt…” Kahr fő félelme az volt, hogy az egyoldalú bajorországi akció polgárháborút robbanthat ki. Ezzel szemben Ludendorff szinte vakon bízott személyes karizmájában, a Reichswehr rá bizonyosan nem fog lőni, vélte. Álláspontjuk egy lépést sem közeledett egymáshoz. Hazafelé menet, úgy fél hat tájban, Ludendorff beadott egy rövid összefoglaló memorandumot a találkozóról Scheubner-Richternek, majd hazahajtatott és várt.

## A puccs első órái

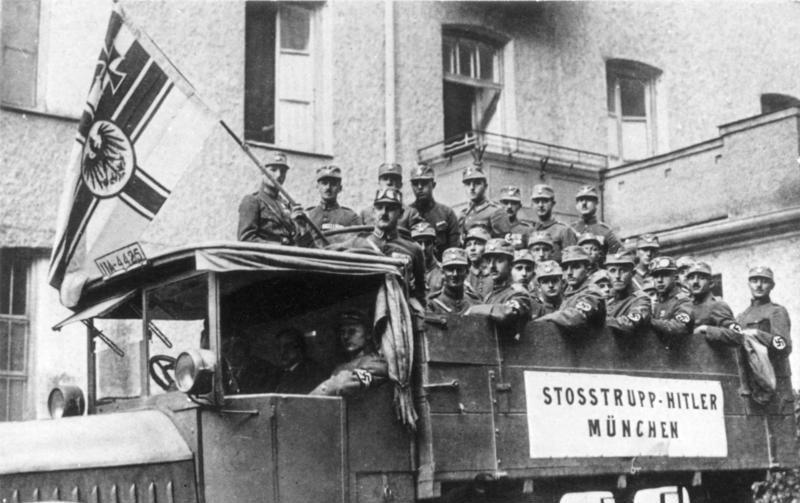
Motorizált Hitler-rohamosztag, 1923 őszén

A Bürgerbräukeller (Polgári sörház) München egyik legnagyobb és legelegánsabb sörcsarnoka volt. Ötezer fős befogadóképessége számos kisebb-nagyobb terem között oszlott meg, melyek közül a díszes auditórium háromezer személyes, reprezentatív események megrendezését is lehetővé tette. 1923. november 8-án, a novemberi forradalom ötödik évfordulóján, Gustav Kahr a bajorországi rendkívüli állapot főkormánybiztosa által szervezett ünnepségre a terem zsúfolásig megtelt meghívottakkal, mivel mindenki kíváncsi volt arra, hogy mi fog elhangzani. A korabeli München uralkodó elitje szinte teljes körűen képviseltette magát. Ott volt a bajor kormány majdnem teljes létszámban, továbbá állami hivatalnokok, pénzemberek, gyárosok, tisztviselők, rendőrtisztek, többnyire Kahr támogatói. A rendezvény védelmét, Kahr személyes kívánságának megfelelően, csupán a sörháztól 500 méternyire fekvő nehézlovassági laktanyába vezényelt 45 rendőr látta el, akiket megerősítettek a sörház épületébe küldött további 30 rendőrrel.

### 20 óra
Mivel sokan nem jutottak be az érdeklődők közül, kisebb tömeg gyűlt össze a bejáratnál. Este nyolc óra körül érkezett meg a triumvirátus egy Reichswehr hivatali autón, néhány perc múlva befutott Hitler is, két autót megtöltő népes kíséretével. Hitlert aggasztotta a tömeg mérete, ezért egy ismerős rendőrtisztet megkért, hogy a rendezvény kezdetéig ürítse ki a bejárat előtti utcarészt, s csökkentse a jelenlévő rendőri kontingens létszámát. Ez azért volt fontos számára, hogy a hamarosan megérkező fegyveres rohamosztagosokkal teli teherautók akadálytalanul a bejárathoz hajthassanak. Ezután még tovább bővülő csoportja élén bevonult az épület előcsarnokába – számos, meghívóval nem rendelkező hívét vitte be magával, köztük külföldi tudósítókat is, például Dorothy Thompson amerikai újságírónőt –, majd a feltűnés kerülése végett, egy félreeső helyen sörözni kezdett társaival, de nem ment be az auditóriumba.
Kahr nagy késéssel kezdett beszéde csalódást keltett, hiszen semmi szenzációsat nem tartalmazott. Hosszasan fejtegette, hogy mi lenne a teendő, hogy a tömegeket kiragadják a marxisták befolyása alól. Itt-ott a szokásosnál élesebben kritizálta a birodalmi kormányt, de nem ejtett szót a „Marsch auf Berlin”-ről és egy esetleges nemzeti ellenkormány alakításáról.

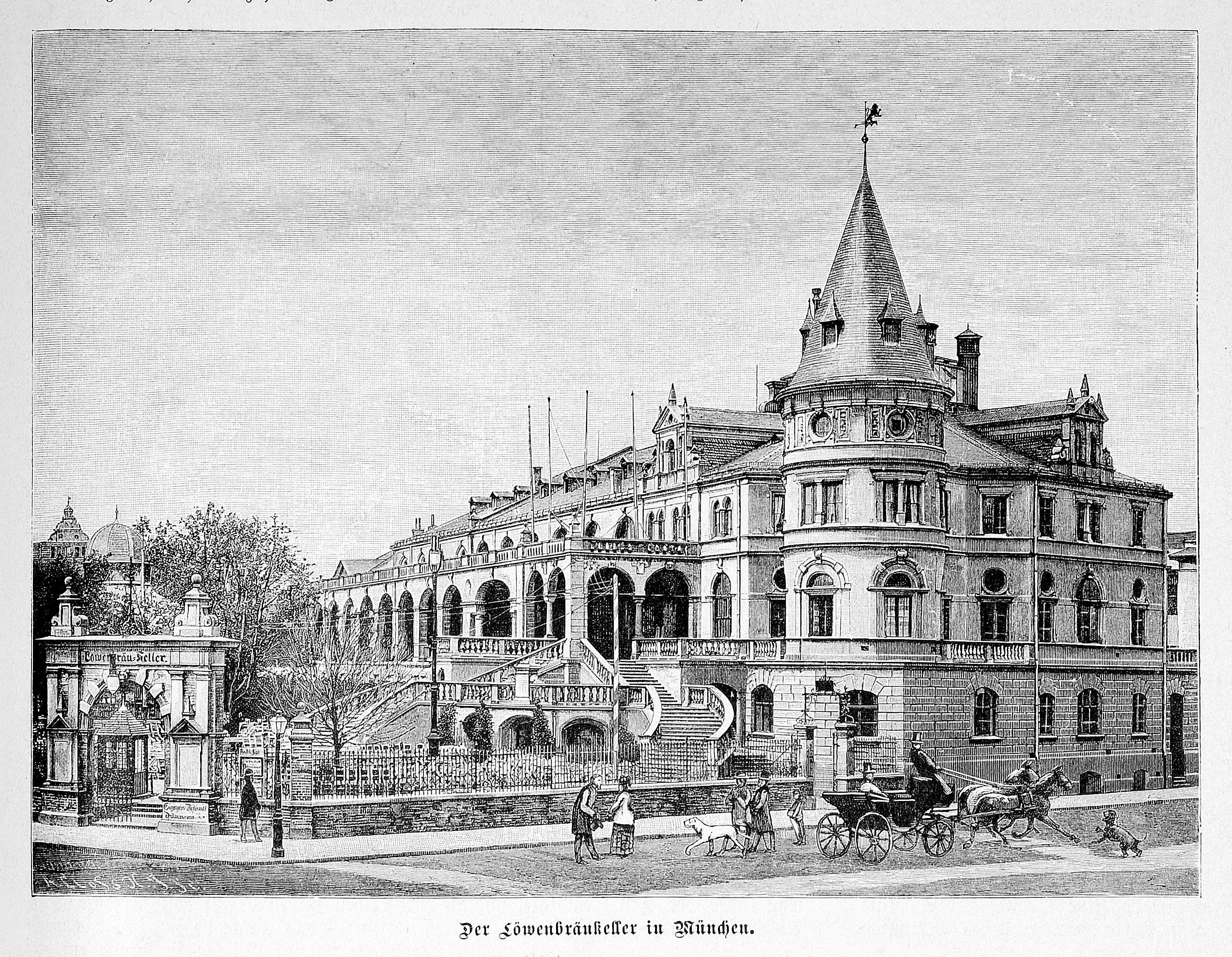
A Löwenbräukeller sörház (1888)

Időközben az előzetes tervnek megfelelően az egyik legfőbb gyülekezési ponton, a Löwenbräukeller sörház nagytermében, legálisan bejelentett rendezvény keretében mintegy 1500 főnyi egyenruhás SA, Reichskriegflagge- és Bund Oberland-tag gyűlt össze. Úgy tudták, hogy Hitler igen fontos beszédet fog mondani nekik. A terem fel volt díszítve horogkeresztes, vörös-fehér-fekete császári és kék-fehér bajor zászlókkal. A szokatlan rendezvény az utcai rendőrjárőröknek is szemet szúrt, akik telefonon jelentést is tettek a látottakról, de az ügyeletes tiszt éppen Wilhelm Frick, Hitler embere volt.

### 20 óra 30 perc

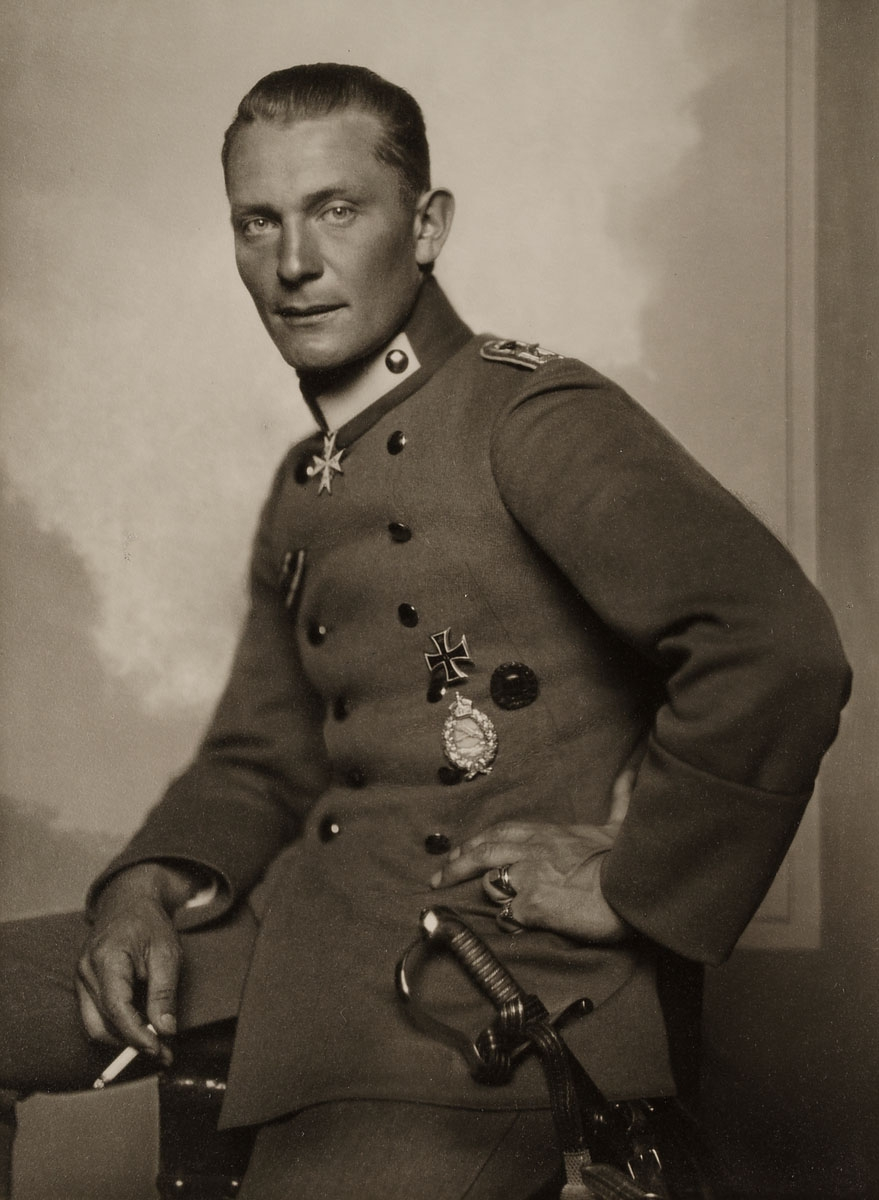
Hermann Göring (1918)

Nyolc óra 30 perckor a sörház előtti úton mindkét irányból teherautó-konvoj jelent meg, az élen egy nyitott személykocsival, amelynek küszöblépcsőjén az acélsisakos Göring állt. A teherautók befordultak a sörház elé, és bajonettes puskával, géppisztollyal felfegyverzett rohamosztagosok ugráltak le róluk. Körbevették a sörcsarnokot, az őrködő néhány rendőrt pedig beterelték az épület belsejébe. Az úton két nehézgéppuskát állítottak fel, másik kettőt pedig kerekeken betoltak a bejáraton. Göring felszaladt a lépcsőn, és kardját lóbálva néhány mondatot kiáltott a rohamosztagosokhoz: „A berlini kormányt leváltottnak nyilvánítjuk! Csak a Ludendorff–Kahr–Hitler diktatúrát ismerjük el!” – majd szabályos hátraarcot csinált és bemasírozott az előcsarnokba. Philipp Kiefer detektív, a sörház biztonsági szolgálatának tisztje, amint észlelte az előző percekben történteket, a nagy kavarodásban sikeresen kisurrant az épületből és elsietett a legközelebbi rendőrőrsig, ahol leadta az első riasztást.
Fél 9 után néhány perccel Hitler jelt adott az auditórium hatalmas ajtajának kinyitására, és a pisztolyt lóbáló Ulrich Graffal, Alfred Rosenberggel, Rudolf Heßszel, az élen Josef Gerummal, Adolf Lenkkel, más rohamosztagosokkal együtt benyomultak a terembe. Ernst Hanfstaengl, Max Amann, Johann Aigner, Max Erwin von Scheubner-Richter szintén pisztollyal, Göring kivont karddal szorosan a sarkukban, kiegészülve néhány SA-fegyveressel. A mintegy 20 fős csoport, falanxként, erőszakosan nyomult be a zsúfolt terembe. A közönség első megdöbbenésében kommunista provokációnak vélte a történteket. Ernst Pöhner ordítva igyekezett lecsendesíteni a kitört pokoli hangzavart, hasztalanul, majd egy pisztolylövés dördült el, ami tovább fokozta a pánikot. Néhányan menekülni próbáltak, de az ajtóban álló rohamosztagosok visszalökdösték őket. Hitler gyorsabb bevonulással számolt, de csoportjuknak több mint öt percébe került eljutnia az emelvényhez, ezalatt a kiabálás egyre fülsiketítőbbé vált. Időközben egyre több rohamosztagos árasztotta el a termet, akik a falak mentén állva és a galérián helyezkedtek el. A vendégek közül többen – köztük rendőrnyomozók is –, akik náci párttagok voltak, horogkeresztes karszalagot, pisztolyt, kézigránátot vettek elő zsebükből. „Csendet!” – kiáltotta a pódiumhoz érő Hitler, s fellépett előbb egy székre, majd egy asztalra. Mivel a hangzavar csak egyre erősödött, feje fölé emelte pisztolyát és leadott egy lövést a mennyezetbe. Ezután felmászott az asztalról az emelvényre, majd falfehér arccal a tömeg felé fordult: „»Kitört a nemzeti forradalom!« – ordította sipító, magas hangon. »Hatszáz felfegyverzett emberem elfoglalta és körbevette a termet. Senki sem hagyhatja el a helyiséget! Ha nem lesz azonnal csend, elrendelem egy másik géppuska felállítását a karzaton!« Hirtelen csend lett. »Bejelentem a bajor kormány leváltását! A birodalmi kormány leváltását!« – rikoltotta. »Egy ideiglenes birodalmi kormány felállítását! A rendőrség és a Reichswehr csatlakozott zászlónkhoz, a horogkeresztes zászlóhoz, amely e pillanatban a laktanyák és a rendőrségek fölött lobog.«”
Elismerő és méltatlankodó kiáltások keveredtek a teremben. Ezek után Hitler jól hallhatóan a triumvirekhez fordult, és biztonságuk garantálása mellett nyomatékosan megkérte őket, hogy menjenek vele a szomszédos, előre elkészített terembe. Kahr kezdeti éles tiltakozása és rövid szóváltás után kivezették őket. Ekkor Hitler elküldte Scheubner-Richtert Ludendorffért. Míg a szomszéd helyiségben folytak a „kormányalakítási tárgyalások”, az auditóriumban tartózkodók izgatottan elemezni, vitatni kezdték az előző percekben lezajlott történéseket. A fokozódó nyugtalanság és zúgolódás miatt Göring felment az emelvényre, és azzal igyekezett nyugtatni a kedélyeket, hogy az események „nem Kahr, a társai, a rendőrség és a hadsereg ellenében történnek, hanem a zsidók berlini kormánya ellen”, patetikus, modoros beszéde végén éltette az „új Hitler–Ludendorff–Pöhner–Kahr birodalmi kormányt”. A feszültség helyeslő kiabálásban tört ki, majd paradox módon felhangzott a weimari köztársaság 1922-ben, Ebert elnök által hivatalossá tett nemzeti himnusza, a Deutschland, Deutschland über Alles (Deutschlandlied, amely eredetileg Haydn Császárhimnuszának dallama volt). Az emelkedett pillanatok után, hogy a komikus mozzanat se maradjon el, biztosította a hallgatóságot, hogy „mindenki meg fogja kapni a sörét”.
Mindeközben a puccsisták elküldték a titkos parancsokat a készenlétben lévő egységekhez. Hermann Kriebel feltűnés nélkül bement a sörház konyhájába, ahol két embere várakozott a telefonnál. Átadott nekik egy továbbításra váró jelszót, amely azt tudatta, hogy minden a terv szerint halad, két névvel és telefonszámmal: „Rendőrség – Dr. Frick (26880)” és „Löwenbräukeller – Röhm vagy Seydel százados (53568)”. Göring pedig a készenlétben álló Gregor Strasser számára küldött gépkocsival egy, „a parancsot” tartalmazó borítékot. Ezalatt Philipp Kiefer elérte a legközelebbi rendőrőrsöt, felhívta az ügyeletet, de jelentése Frickhez futott be, aki arról biztosította, hogy nincs semmi további teendője, az utasításra várjon ott, ahol éppen tartózkodik.

### 21 óra
Fricknek nem sikerült teljesen blokkolnia az információ terjedését a rendőrség köreiben. Sigmund von Imhoff őrnagy, részben Philipp Kiefer jelentésére, másrészt Frick furcsa viselkedésére alapozva, amint tudomást szerzett a polgári sörházban történtekről, saját szakállára cselekedni kezdett. Kilenc óra körül titokban riadóztatta az elérhető egységeket, s parancsot adott a központi távírda, a telefonközpont, a pályaudvar és néhány más kulcsfontosságú helyszín megszállására, majd felhívta Jakob von Danner Reichswehr dandártábornokot, München városparancsnokát, s tájékoztatta az eseményekről. Danner azonnal rohant a városparancsnokságra, s megkezdte az ellenintézkedések foganatosítását.
Röhm, amint megkapta a várva várt telefont a Löwenbräukellerben, az álcázó bajtársi találkozó ceremóniáját azonnal megszakította és bejelentette a hatalom átvételét. Néhány percre hisztérikus örömmámorban úszott a közel kétezer rohamosztagos. Egymást ölelgették, asztalokon táncoltak, a Reichswehr katonák letépték a weimari köztársaság sapkarózsáit és rangjelzéseit egyenruhájukról. Néhány perc után Röhm katonai alakzatba sorakoztatta az SA, Oberland és Reichskriegflagge egységeket, és elkezdték a felvonulást a Bürgerbräukellerbe.
Ezalatt a polgári sörházban Hitler pisztollyal a kezében győzködte a hármakat, sikertelenül. Hitler magatartása egyre fenyegetőbbé vált, mire a triumvirek jónak láttak engedni. Hitler amint elérte célját, visszament az auditóriumba és rövid beszédet mondott. Teátrálisan deklarálta az új bajor kormány megalakulását, élén Kahrral mint kormányzóval és Pöhnerrel mint diktátori hatalommal felruházott miniszterelnökkel, majd így folytatta: „»Javaslom, hogy jelentsük ki: a novemberi árulók berlini kormányát leváltottnak tekintjük, úgyszintén Ebert elnököt. Itt, Münchenben, bajor földön alakítjuk meg a német birodalmi nemzeti kormányt. Egyidejűleg megszervezzük a német nemzeti hadsereget is. Az ideiglenes nemzeti kormány vezetését magam veszem át, míg az új nemzeti hadsereg vezetője Ludendorff őexellenciája lesz. Lossow tábornok lesz a birodalmi hadügyminiszter, Seisser ezredes pedig a birodalmi rendőrminiszter. Az ideiglenes német nemzeti kormánynak az lesz a legfontosabb feladata, hogy minden erőt mozgósítva meginduljon a berlini bűnbarlang ellen. „És most megkérdem önöket, egyetértenek-e ezzel a megoldással?« (Túláradó lelkesedés volt a válasz.) »Láthatják tehát, ami itt történik, nem kicsinyes és önző törtetés a hatalom felé (sic!), hanem becsületes harc, amelyet a 24. órában indítottunk meg, német hazánk megmentése érdekében. Szövetséges népi államot fogunk felépíteni, amelyben Bajorország is elfoglalja az őt megillető helyet. Kérem önöket, maradjanak nyugodtan a teremben. A sörházat a nemzetiszocialisták hat százada tartja megszállva. A holnapi napon vagy győz a német nemzeti forradalom, vagy halottak vagyunk. Más lehetőség nincs!«” Hitler a tömeghangulatot néhány perc alatt a maga javára fordította: a közönség hatalmas tapsviharral honorálta a patetikus drámai monológot.
Hitler, mielőtt visszatért volna a szomszédos terembe, előhúzott egy zsebében lapuló gyűrött papírlapot, melyen az őrizetbe veendő kiemelt személyek neve sorakozott: Knilling, Schweyer, Gürtner, Wutzelhofer, Berchem, Bernreuther, Zetlmeier. Josef Banzer neve át volt húzva, így az eredetileg 8 fős lista 7-re csökkent. Utasította Heßt, hogy a további teendőkig valamelyik emeleti helyiségben tartsa fogva őket. Néhány perc múlva Heß már a neveket olvasta: Knilling miniszterelnök, Schweyer belügyminiszter, Wutzelhofer mezőgazdasági miniszter, Josef Zetlmeier miniszteri tanácsos, Mantel rendőrfőnök, Otto Bernreuther kormánytanácsos. Gürtner igazságügy-miniszter megpróbált megbújni a tömegben, de két SA-tag hamar előkerítette. Otto von Berchem alezredes és Zetlmeier pedig azért nem jelentkezett a hívásra, mivel nem tartózkodott a sörházban. Miközben két fegyveres fogságuk színhelyére, az emeletre kísérte őket, megalázó verbális agressziónak voltak kitéve a primitív rohamosztagosok részéről.

### 21 óra 30 perc
Időközben megérkezett Ludendorff tábornagy, akinek a tekintélye elnyomta az utolsó akadékoskodást is a triumvirek, főleg Kahr részéről. A látszólag konszenzusra jutott társaság 21 óra 40 perc körül átment a nagyterembe, és Hitler kérésére Kahr lépett a szószékre: „»Ebben a hazánk jövője szempontjából sorsdöntő órában – mondta – nehéz szívvel veszem át a bajor állam vezetését mint régens a Wittelsbach-ház visszatéréséig. De megteszem, mert erre kötelez bajor szülőföldünk és nagy német hazánk érdeke.«” A színjáték folytatásaként Hitler összeölelkezett vele, majd irreálisan hosszan rázta a kezét, amire a közönség újabb tapsviharral válaszolt. Újra Hitler vette át a szót, s szinte a tömegpszichózisig fokozta a lelkesedést, majd átadta a szónoki emelvényt Ludendorffnak. Hazafias frázisoktól hemzsegő beszéde beleillett az adott szituációba, majd következett a Hitler-Ludendorff ölelkezés. Az egykori őrvezető és a tábornok eme gesztusa a társadalmi osztályokon átívelő nemzeti egység hamis illúziójának hatékony képi megjelenítése volt. Lossow és Seisser igyekezett a lehető legsemmitmondóbb szavakat kipréselni magából, ami az adott körülmények közt Hitlernek elegendő volt.

### 22 óra
Ludendorff első parancsát Röhm egységének küldte ki motoros futárral, amelyben utasította a Reichswehr Hetedik körzetparancsnokságának elfoglalására. Röhm egysége szinte harc nélkül birtokba vette az épületet, s kitűzte rá a horogkeresztes zászlót. Az est résztvevőit személyi irataik átvizsgálása után, 22 óra körül kezdték hazaengedni a Bürgerbräukeller sörházból.

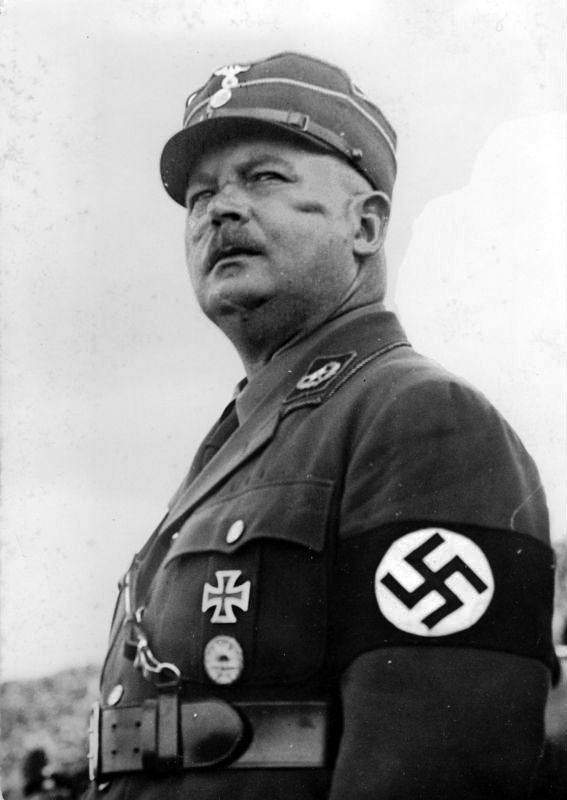
Ernst Röhm

Röhm az Odeonsplatznál csapatát több részre osztotta, az egyiket a Palatia-rendházhoz míg a másikat a Szent Anna-kolostorhoz irányította, ahol az elrejtett fegyverek voltak. A Palatia-rendházban akadálytalanul ment a fegyverek felvétele, ugyanis több szerzetes is tagja volt a Reichskriegflagge szervezetnek, de a Szent Anna-kolostorban másként alakult. Polycarp ferences atya felhívta Kahrt telefonon, hogy a hozzájárulását kérje a fegyverek kiadásához, de még mielőtt tisztázódott volna a helyzet, a nácik betörték az ajtót, és megszerezték a rendház temploma kriptájában Röhm által elrejtett 3300 puskát, karabélyt, lőszert, tartalék sisakot.
A Völkischer Beobachter szerkesztőségében a „kedvező hírek” hallatára pezsgővel ünnepeltek a rendkívüli kiadáson dolgozó munkatársak, és a nyomda is külön műszakot szervezett a készülő lapszámnak. Mindannyian Rosenberg érkezésére vártak, akinek jóváhagyása nélkülözhetetlen volt a nyomdagépek elindulásához.
A puccs elleni védekezést Danner tábornok vette kézbe. Amint beért a városparancsnokságra, riadóztatta a München környékén állomásozó egységeket – Augsburg, Landsberg am Lech, Eichstätt, Ingolstadt, Regensburg, Nürnberg, Bayreuth –, s utasította a parancsnokokat, hogy az egységek azonnal induljanak Münchenbe. Egyúttal fokozottan hangsúlyozta, hogy csak az általa, illetve a nevében kiadott parancsok érvényesek, mivel Lossow tábornokot fogva tartják és kényszerítik, így az ő nevében kiadott utasítások a puccsistákat segítik. Danner parancsait mindenhol azonnal végrehajtották, egyedül Ingolstadt helyőrségparancsnoka, a náci szimpatizáns Hans-Georg Hofmann alezredes késlekedett egész éjszaka. Danner irodája néhány száz méterre volt a hadügyminisztérium, a Palatia és Szent Anna rendházak épületétől, s ezért hamarosan arra a következtetésre jutott, hogy csak idő kérdése a városparancsnokság elleni támadás, tehát biztonságosabb parancsnoki helyszínt kell keresnie.
Pöhner mint a puccsisták által frissen kinevezett bajor miniszterelnök, a rendőrség épületébe sietett, s az új parancsnokkal, Frickkel együtt személyesen vette át a rendőrség irányítását. Elhatározták, hogy éjfél körül sajtótájékoztatót tartanak, hogy informálják a nagyközönséget a hatalom átvételéről, majd a Röhm fennhatósága alá került főparancsnokságra mentek.
A puccsisták egyik első kudarcukat a 19. gyalogsági ezred laktanyájában szenvedték el, ahol aznap este kb. 250–300 fő Oberland és SA rohamosztagos gyakorlatozott. A rohamosztagosok fegyverei letétben voltak a laktanya fegyverraktárában, mivel a békeszerződés miatt nem tarthatták maguknál, ám a gyakorlat idejére általában kézhez kapták őket. Erre alapozva, egy előző napi megbeszélésen a náci-szimpatizáns Eduard Dietel százados, Hitlertől a laktanya ezen egységek által történő elfoglalásának feladatát kapta. Gerhard Böhm főtörzszászlós az utolsó pillanatban riasztotta Hugo von Wenz alezredest, ezredparancsnokot, aki tűzparancs fenyegetésével akadályozta meg a puccsisták fegyverhez jutását. A második hasonló kudarc a műszaki zászlóalj épületénél történt, az előbbi esettől csupán egy kőhajításnyi távolságban. Ott 400 rohamosztagos állt készenlétben egy gyakorlóteremben, de Oskar Cantzler százados időben rájött a készülődés valódi okára, s nem riadt vissza a fegyveres kényszerítéstől sem: a műszakiak parancsnokának, Hermann Kuprion őrnagynak az érkezéséig rájuk zárta a terem ajtaját és géppisztolyosokkal őriztette őket. Kuprion azonnal felhívta a Reichswehr Hetedik Körzetparancsnokságának ügyeletes tisztjét, Wilhelm Daser századost, aki tájékoztatta a rendőrparancsnokságon és körzetparancsnokságon kialakult helyzetről. Ennek fényében Kuprion jóváhagyta Cantzler százados intézkedését, így ez a náci egység sem jutott fegyverhez.

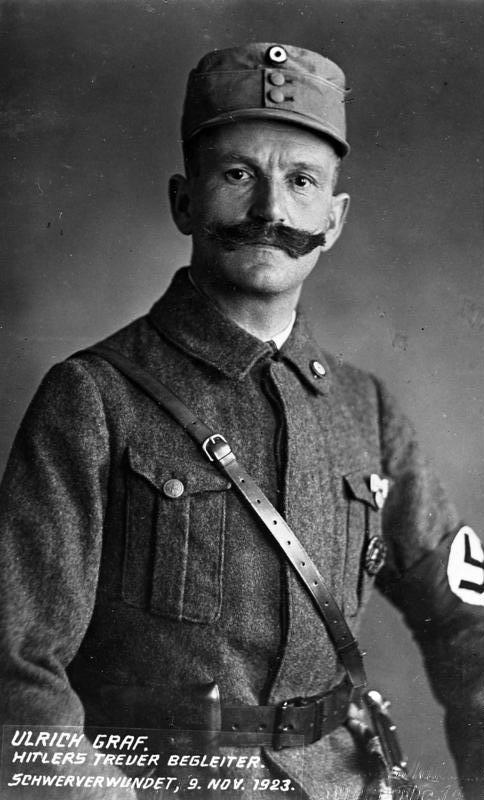
Ulrich Graf, Hitler személyi testőre, 1923-ban

Hitler számára ezekben a percekben úgy tűnt, hogy minden a tervek szerint, a legnagyobb rendben halad, ami túláradó lelkesedéssel töltötte el, sorra gratulált Göring SA- és Berchtold Stosstrupp tagjainak. Euforikus hangulata azonban éles fordulatot vett, amikor eljutott hozzá a 19. gyalogsági ezred laktanyájában és a műszaki zászlóaljnál történt kudarcok híre. Hirtelen vad düh kerítette hatalmába, s önhittségétől vezéreltetve elkövette az est egyik legnagyobb taktikai hibáját, úgy határozott, hogy személyesen oldja meg a nehézségeket. Különösen a bezárt 400 embere bőszítette, hisztérikusan ordítozott, s kijelentette, ha kell, tüzérséggel szabadítja ki őket. Hitler, Weber, Ulrich Graf, Julius Schreck, Walter Baldenius, Ludwig Schmied, Mattheus Hoffmann két személygépkocsival és három teherautónyi SA-egységgel indult az ominózus helyszínekre. Menet közben szembetalálkoztak a Gyalogsági Iskola puccshoz csatlakozott kadétjaival, akiket Gerhard Rossbach vezetett, illetve a 3. SA-s zászlóaljjal. Hitler nem mulasztotta el a hirtelen jött alkalmat, hogy rögtönzött beszédet mondjon. Az akció előtt még tettek egy kitérőt, meglátogatták a Röhm által elfoglalt Reichswehr körzetparancsnokságot, ahol a beszéd szintén elmaradhatatlan kellék volt. A műszaki zászlóalj őrsége azonban határozottan visszautasította Hitler kívánságát, hogy Cantzlerrel vagy Cuprionnnal beszéljen, így más megoldással próbálkozott: az új hadügyminiszter, Lossow segítségéért visszaindult a sörházba.

### 22 óra 30 perc
Ludendorffot feszélyezte a sörházi környezet, még inkább a „börtönigazgatói” szerep, ezért maga javasolta foglyainak, hogy pihenjenek néhány órát otthonukban, mielőtt elkezdenék a felkészülést a Berlin elleni katonai offenzívára. Mielőbb szeretett volna a hadügyminisztérium épületében lenni, a Schönfeldstrassén, új hadseregparancsnoki posztján. A megrökönyödött Scheubner-Richternek a következőket válaszolta: „Ők tisztek, és a szavukat adták. Megtiltom, hogy kétségbe vonja egy német tiszt szavát!” A triumvirek azonnal kaptak az alkalmon. Legelőször Kahr hagyta el a sörházat Seisser szolgálati autóján, Franz Hunglinger őrnagy társaságában. Pár perccel később Lossow távozott segédtisztjével, Hans von Hösslin őrnaggyal. Seisser megvárta szolgálati autója visszatértét, de 22 óra 40 perckor már ő sem tartózkodott a sörházban. Ezzel Ludendorff a puccs egyik legnagyobb taktikai hibájának végrehajtójává vált, amivel jelentős mértékben hozzájárult annak gyors bukásához. Lossow a Bürgerbräukellerből egyenesen a Hofgarten strassén lévő városparancsnokságra hajtatott, ahová 22 óra 45 perc körül érkezett. Váratlan megjelenése Danner tábornokra igazi meglepetésként hatott. Néhány perc múlva Seisser is betoppant. Jóváhagyták az addigi puccsellenes intézkedéseket, és mindannyian átmentek a 19. gyalogsági ezred jóval védettebb, biztonságosabb laktanyájába.

### 23 óra
Az idő előrehaladásával párhuzamosan egyre jobban kiütköztek a puccs szervezetlenségének kaotikus következményei, melyeken Hitler és társai rögtönzéssel próbáltak meg úrrá lenni. A puccs egyes résztvevői – például Karl Begger és Hans Oemler SA és Oberland zászlóaljparancsnokok – sokáig egyáltalán nem voltak tudatában, hogy valójában miben vesznek részt, abban a hitben voltak, hogy a korábban eltervezett „katonai gyakorlat” részesei. Csak annyi információjuk volt, hogy a központi parancsnoki állás a Bürgerbräukellerben van, ezért közel háromszáz emberükkel oda vonultak. Kevéssel 23 óra előtt érkeztek meg, de semmilyen parancsot nem kaptak, ezért letáboroztak és ott maradtak reggelig. A szervezetlenség máshol is megmutatkozott, bár elfoglalták a Reichswehr Hetedik Körzetparancsnokságának épületét, két órán át meg sem kísérelték a telefonközpont birtokba vételét, így az ügyeletes Wilhelm Daser százados szabadon tudott beszélni Danner tábornokkal, a gyalogsági és műszaki laktanyákkal, Kahr irodájával, az Ettstrasse rendőrségi épületével, továbbá elmulasztották a központi pályaudvar elfoglalását is.
Ludendorff átment az elfoglalt egykori bajor hadügyminisztérium épületébe, s Lossow adott szavában bízva egyre türelmetlenebbül várt rá, mindhiába. Hitler és Hermann Kriebel érkezése rádöbbentette, hogy becsapták, s kiadta a parancsot Rossbach számára, hogy a tiszti iskolásokkal foglalja el Kahr főkormánybiztosi rezidenciáját a Maximilianstrassén.

### 24 óra
Pöhner és Frick rendkívüli sajtótájékoztatóján a polgári napilapok vezető szerkesztői jelentek meg. Fritz Gerlich a Münchener Neueste Nachrichten, Adolf Schiedt a Münchener Zeitung részéről, – Gerlich Kahr nem hivatalos szóvivője és beszédírója volt, az ominózus félbeszakított beszédet Schiedt segítségével írta –, Eugen Mündler a München-Augsburger Abendzeitung, Paul Egenter pedig a Bayerischer Kurier és a Münchner Tageblatt képviseletében. Nem hívták meg a szociáldemokrata Münchener Postot és a Rosenberg közvetlen irányítása alatti Völkischer Beobachtert sem. Pöhner rövid referátuma előrevetítette a polgári demokratikus sajtószabadság későbbi náci felszámolását és a sajtóirányítás bevezetését: bejelentette, hogy az új nemzeti diktatórikus kormány elvárja a sajtó támogatását. Kahrt úgy tüntette fel, mint a hatalomváltás legteljesebb támogatóját.
A főkormánybiztosi rezidenciánál a mintegy 400 fős, tábori ágyúval felszerelkezett egységgel érkező Rossbach a kevesebb mint 100 fős rendőri alakulat határozott ellenállásával találkozott. Az egymással farkasszemet néző csapatok parancsnokai, mindkét oldalon tűzparanccsal a tarsolyukban, feszült légkörű tárgyalásokba bocsátkoztak. A komplexumban tartózkodó Seisser lövetéssel fenyegetve nem hagyott kétséget afelől, hogy ellenzi a puccsot, s ez elbizonytalanította Rossbachot, aki motoros futárt küldött további instrukciókért a vérfürdővel fenyegető helyzet megoldására. Végül az egységet Friedrick Weber átvezényelte a pályaudvar elfoglalására. Mindeközben Kahr és Seisser jobbnak látta elhagyni a rezidenciát az oldalkapun át, s áthajtatni a nagyobb katonai erővel rendelkező 19. gyalogsági ezred laktanyájába.

## Az éjszaka
Éjfél körül Göring parancsára, Berchtold vezetésével rohamosztagos egység indult a szociáldemokrata Münchener Post szerkesztőségének és nyomdájának feldúlására. A parancs úgy szólt, hogy a nyomdagépeket kíméljék meg, mert azokat lefoglalják a náci sajtó számára. Következő feladatként pedig Erhard Auer, ismert szociáldemokrata politikus letartóztatását kapták. A rohamosztagosok a nyomdagépek kivételével teljesen szétrombolták a szerkesztőséget, az írógépeket, a helyszínen talált készpénzes kasszát viszont teherautóra rakták és elrabolták. Ezek után Erhard Auer lakására mentek, akit azonban nem találtak otthon, mert néhány órával korábban figyelmeztették, s biztonságos helyre távozott. A felesége ütlegelése és lakásuk felforgatása után a vejét, dr. Karl Lubert vitték el helyette, akit a Bürgerbräukellerben tartottak fogva a többi őrizetessel együtt.
Fél egy táján Edmund Heines, a 2. SA Zászlóalj parancsnoka kísérletet tett a Szövetséges Katonai Ellenőrző Bizottság tisztjeinek letartóztatására és túszként való elhurcolására. Háromszáz emberével körbevette és elfoglalta a bizottság szálláshelyéül szolgáló Négy Évszak Hotelt (Vier Jahreszeiten Hotel), ám a túszszedés a hotel menedzserének közvetítő javaslatára „házi őrizet”-re enyhült, amit hajnali 4-kor Göring parancsára feloldottak.
Ernst Hübner banktisztviselő, az Oberland szakaszvezetője – aki nem teljesítette a mozgósítási parancsot –, egy kisebb csapat élén, véletlenszerűen tört be zsidónak vélt családok otthonába, s önhatalmúlag házkutatásokat, kisstílű rablásokat hajtott végre. Hübner esete nem elszigetelt jelenség volt, számos rohamosztagos követett el aznap éjjel önbíráskodást. A polgári lakosság elleni legnagyobb szabású atrocitás Ludwig Oestreicher Oberland Zászlóaljához fűződik, mivel München egyik leggazdagabb negyedének átfésülését kapta feladatul. Komolyabb helyismeret híján a „zsidó hangzású” neveket válogatták ki a telefonkönyvből, postaládákról, bejárati kapuk névtábláiról. Ez az egység 58 letartóztatottat kísért be a Bürgerbräukellerbe, s parancsa szerint külföldi valutát is zsákmányolnia kellett, amit a legdurvább zsarolással, erőszakkal, sokszor halálos fenyegetésekkel csikart ki tulajdonosuktól.

### Berlin
Gustav Stresemann birodalmi miniszterelnök éppen Hjalmar Schacht jegybankelnökkel tárgyalta az elszabadult infláció miatti sürgős pénzcsere részleteit, amikor 22 óra 30 perc körül eljutott hozzá a müncheni puccs híre. Azonnal rendkívüli kormányülést hívott össze, amelyen Hans von Seeckt tábornok, a Reichswehr főparancsnoka biztosította a kormányt, hogy a hadsereg vezetését szilárdan a kezében tartja. A később tévesnek bizonyult első hírekben a bajorországi triumvirátus a puccs támogatójaként szerepelt, illetve a bajorországi Reichswehr mozgósítása is tőlük eredt, célja pedig a berlini kormány megdöntése volt. Ebert köztársasági elnök a weimari alkotmány 48. cikkelye értelmében – Stresemann és Gessler védelmi miniszter megerősítő aláírásával – Seeckt tábornoknak diktátori kinevezést adott. A bajorországi nemzetiszocialisták Berlin elleni támadásától tartva Otto Braun porosz miniszterelnök riadóztatta a rendőrséget, és elrendelte a kormányzati negyed védelmének megerősítését. Ezután éles hangú felhívást fogalmaztak a néphez a köztársaság védelme érdekében, amit elküldtek több százezer példányban való kinyomtatásra.
Seeckt első parancsai egyikében leállított minden telefon, távíró kommunikációt, vasúti közlekedést Bajorországgal, továbbá felállított egy vezérkari tiszt vezetésével működő mozgósítási stábot, amelynek fontos feladata volt a köztársasághoz lojális tisztekkel való kapcsolattartás. Lossowot nem tekintette megbízhatónak. Módosította a helyzetet, hogy éjjel 2 óra 55 körül eljutott hozzá egy távirat, amelyben Kahr, Lossow és Seisser elhatárolta magát a puccstól.

### München
Amikor éjjel egy óra körül a 19. gyalogsági ezred parancsnoki állássá kijelölt laktanyájában Danner tábornok, az újra együtt lévő triumvirek, Ruith tábornok, Kressenstein tábornok és vezérkari tisztjeik számba vették az azonnal bevethető erőket – a gyalogsági ezred egyetlen zászlóalját és a rendőrség mintegy ezer fős egységét –, be kellett látniuk, hogy a nácik 2500 fős SA, Oberland és Reichskriegsflagge kontingense jelentős túlerőben van velük szemben. Ugyan a vidéki mozgósítás Danner parancsára már órákkal korábban elkezdődött, de Münchenbe szállításuk időbe telt, ezért várniuk kellett. Mindenesetre Ruith tábornokot kiküldték Augsburg és Kempten körzetébe, hogy személyesen felügyelje a mozgósítást, Kressenstein pedig mint tüzérségi parancsnok a Regensburgból visszavont egysége elé sietett. A triumvirek taktikáját Hitler és Ludendorff irányában a kitérés és félrevezetés jellemezte, telefonon nem voltak elérhetők, a személyesen keresésükre küldött embereket pedig feltűnés nélkül letartóztatták.
Tovább bonyolította az egyébként is zűrzavaros helyzetet, hogy Franz Matt, miniszterelnök-helyettes és kulturális miniszter már úton volt Regensburgba számos kormánytagjelölttel, ugyanis a triumvirek általa tévesen vélt árulására válaszul, egy emigráns kormány megalakítását kezdte el szervezni.
Három óra után Sigmund von Imhoff és Josef Banzer telefonon parancsot kapott a triumvirektől Pöhner és Frick letartóztatására. Frick őrizetbe vétele gyorsan és zökkenőmentesen történt, Pöhner azonban ekkor éppen otthon pihent, s lakása az SA védelme alatt állt.
Kahr késlekedése a cselekvésben hatalmas hiba elkövetésébe torkollt. Sajtófőnöke, Adolf Schiedt, aki részt vett Pöhner és Frick sajtótájékoztatóján, miután megtudta, hogy ellenzi a puccsot, azt tanácsolta Kahrnak, hogy tiltsa meg a reggeli lapok megjelenését. Ő elvben elfogadta a tanácsot, de késlekedett a gyors intézkedéssel, s mire elszánta magát, már késő volt, a reggeli lapok többségét már kinyomtatták, s kiküldték terjesztésre. Ezekben még az állt, hogy a triumvirek támogatják a hatalomátvételt. Összevetve azzal, hogy a nácik teleragasztották az éjszaka folyamán az egész várost plakátjaikkal, míg a triumvirek falragaszai kevéssel déli 12 előtt kerültek ki az utcákra, megállapítható, hogy a propaganda terén lényegesen rosszabb teljesítményt nyújtottak a puccsistáknál, ami hozzájárult a zűrzavar fokozódásához.

## Reggel és délelőtt
Hitler hajnali ötkor még fanatikus optimizmusról tett tanúságot. Lossow „árulása” felől már nem volt kétsége, de Kahr és Seisser támogatásában még mindig bízott. A város hangulatáról származó információi alapján a közvélemény feléje megnyilvánuló támogatását túlértékelte. Ekkori kijelentései szerint a propagandának és a tömegek mozgósításának kulcsjelentőséget tulajdonított. Kahr lojalitását úgy szándékozott biztosítani, hogy a Berchtesgadenben tartózkodó Rupprecht trónörököst kívánta megnyerni közvetítőnek kettejük között. Max Neunzert, a Kampfbund kommunikációs tisztjét bízta meg a küldetéssel, akinek azonban gépkocsi híján vonaton kellett megtennie az utat, s csupán délután fél kettőre ért oda, amikor már okafogyottá vált látogatása.
Reggelre Hitler tudatára ébredt, hogy „katonái” további támogatását csak úgy tudja fenntartani, ha zsoldot fizet számukra. Ezért írásbeli parancsot adott két bankjegynyomda készpénzkészletének lefoglalására. A végrehajtást az SA legmegbízhatóbb, válogatott tagjaiból felállt egység végezte. Az inflációs címletű bankjegyeket nyomtató két nyomdából összesen mintegy – akkori átváltási áron számított – 42 200 dollárnak megfelelő márkát vittek el. Ebből fejenként 3,17 dollárt fizettek ki minden SA-tagnak a délelőtt folyamán. Hitler minden törekvése ellenére sem tudta követőit teljes mértékben fanatizálni. Az első kudarcokról kiszivárgó hírek, illetve a manipuláció tényének felismerése elindított egyfajta kiábrándulási tendenciát, főleg a Gyalogsági Iskola hallgatóinak és tisztjeinek soraiban. Többek között Manfred Müller főhadnagy is azzal szembesült, hogy becsapták, és hangos tiltakozással távozott a sörházból.
1923. november 9-én a pénteki hétköznapjukat kezdő müncheni polgárok és munkások egy győztes nemzetiszocialista hatalomátvétel képével szembesülhettek. A várost elárasztották náci plakátokkal. A reggeli lapok – a Münchener Neueste Nachrichten, a Bayerischer Kurier, nem beszélve a náci Völkischer Beobachterről – a rendelkezésükre álló legnagyobb betűméretű főcímükkel közölték a hatalomátvétel hírét, a szociáldemokrata Münchener Post pedig a szerkesztőség éjszakai feldúlása következtében nem jelent meg. Az SA és a többi Kampfbund szervezet éjszakai akciói, látható jelenléte, számos középület horogkeresztes fellobogózása, egy müncheni átlagpolgár számára mind arról tanúskodtak, hogy a hatalomátvétel valós tény, még ha eléggé hihetetlen is. Ez a kép akkor kezdett változni, amikor a 10 órai megjelenésű Münchener Zeitung, Adolf Schiedt lapja utcára került, amely elsőként cáfolta a többi újság tudósítását a puccsról, s közölte a triumvirek elhatárolódását Hitlertől és Ludendorfftól. Fél 12 táján kezdte meg egy speciális rendőrségi egység kiragasztani Kahr első plakátjait, ami tovább módosította a pillanatnyi náci propagandafölényt. A teljességhez tartozik, hogy Franz Matt emigráns kormánya is nyomatott – a legteljesebb titokban – egy, a puccsistákkal szembeni ellenállásra felhívó proklamációs plakátot, amit szintén ebben az időben kezdtek terjeszteni.
Lossow és Danner reggel 7 óra 40 perckor elrendelte a Röhm által megszállva tartott hadügyminisztérium visszafoglalását. A parancs végrehajtása azonban rendkívül vontatottan haladt, mivel az alacsonyabb rendfokozatú, a lázadókkal szimpatizáns tisztek vitatták, megkérdőjelezték és lassították azt. Bár az instrukció úgy szólt, hogy fegyveres erőszakot csak a legvégső esetben alkalmazzanak, a szemben álló ellentétes oldalakon ismerősök, esetenként barátok, sőt rokonok is voltak, így reálisnak tűnt a parancsmegtagadás lehetősége. Kiadásától számítva több mint négy óra telt el, mire a Reichswehr és a rendőrség vegyes, páncélkocsikkal megerősített, mintegy 1600 fős kontingense felvonult és körülvette a hadügyminisztérium épületét. A nemzetiszocialisták befolyása a rendőrség körében lényegesen gyengébb volt, mint a hadseregben, ezért a rendőrség a parancsteljesítés szempontjából sokkal megbízhatóbb volt.

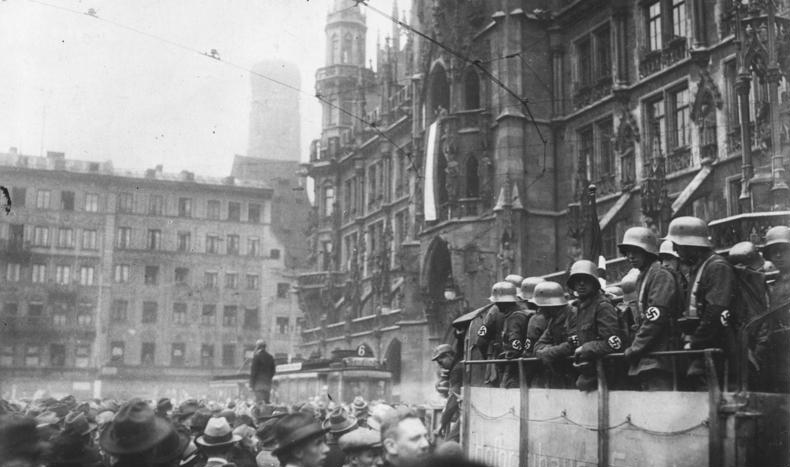
A Marienplatz november 9-én

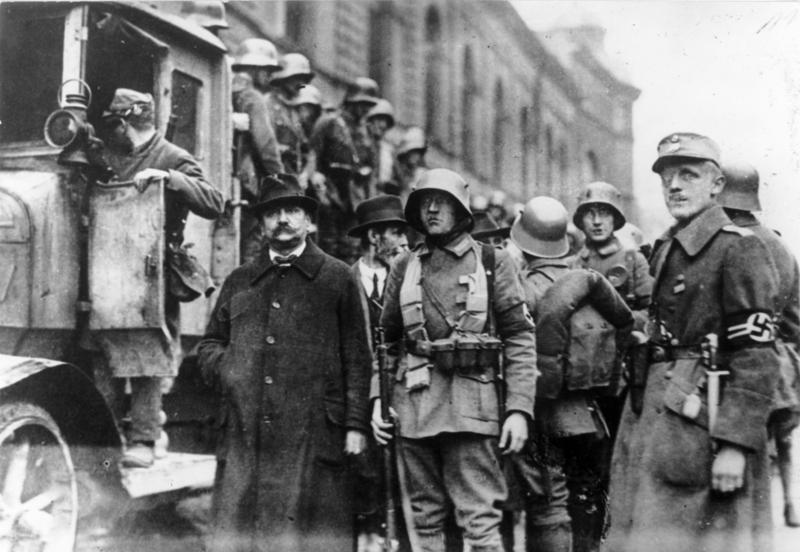
Eduard Schmidt polgármester és a szociáldemokrata városi tanácstagok „letartóztatása” (Marienplatz)

Mivel az élelmiszerkészletek időközben elfogytak a Bürgerbräukellerben, Göring parancsára München bevásárlónegyedében „a forradalmi kormány nevében” ellátmányt rekviráltak. Ahol ellenállásba ütközött a lefoglalás, fizettek az elvinni szándékozott áruért. Időközben Hanfstaengl néhány kiválasztott amerikai tudósító számára interjút szervezett Hitlerrel és Ludendorffal, akik igen nyájas hangnemben nyilatkoztak a tengerentúli sajtó számára. A délelőtt folyamán a Rathaus előtti Marienplatzon többezres tömeg gyűlt össze a puccs támogatására. Éppen ülésezett a városi tanács Eduard Schmidt polgármester vezetésével, az épületen pedig a köztársaság zászlaja lengett. A propagandahatás fokozására Göring 50 fős rohamosztagos különítményt vezényelt a zászló lecserélésére és újabb túszok ejtésére. Julius Streicher vezetésével, a feltüzelt tömeg aktív támogatása mellett végrehajtották a délelőtt egyetlen teljesen sikeresnek ítélhető akcióját: behatoltak az épületbe, és a városi tanács kilenc szociáldemokrata tagját túszul ejtették, akiket a sörházba szállítottak.
A puccsisták vezetői körében 11 óra körül három cselekvési lehetőség merült fel. Hermann Kriebel kijelentette, hogy „a helyzet reménytelen”, és javasolta a csapatok visszavonulását a Münchentől mintegy 50 kilométerre, délkeleti irányban, az Alpok lábánál elterülő Rosenheim körzetébe. Hitler és Ludendorff azonban hallani sem akart erről a megoldásról. Hitler álláspontjának kettősségét egyfelől a propagandába vetett hite, a nemzetiszocialistákkal szimpatizáns tömegek fellázítása, másfelől Rupprecht trónörökös közvetítésében bízva, katonai értelemben a várakozás jellemezte. Ludendorff Hitler propagandaprioritását elfogadva az aktív cselekvés mellett tört lándzsát, és javasolta a városközpontba tartó fegyveres felvonulást, amitől a puccs dinamikájának felívelését, a belváros teljes elfoglalását, s végső soron a köztársasági fegyveres erők teljes átállását, Lossow és Kahr visszatérését remélte. Hitler ellenezte a tervet, de Ludendorff ellentmondást nem tűrve megragadta a kezdeményezést és a vezetést.
A körbevett hadügyminisztériumnál tárgyalások kezdődtek Röhmmel, hogy adja meg magát. Közvetítőként felhasználták Röhm korábbi Reichswehr-feletteseit. Röhm közülük minden bizonnyal Lossow elődjére, Franz von Epp dandártábornokra tekintett a legnagyobb tisztelettel. Epp nem csupán harcos nacionalista volt, hanem Hitler régi támogatója, 1921-ben 60 000 márkás adománya tette lehetővé Hitler számára a Völkischer Beobachter megvásárlását. A körülmények hatására Röhm 11 óra 45 perckor beleegyezett egy kétórás tűzszünetbe és a tárgyalások folytatásába. Nem sokkal azután, hogy Röhm tárgyalásra indult Danner tábornokhoz, a puccsisták közül valaki lövéseket adott le az épületből, és megsebesített két rendőrt, mire a válasz egy sortűz volt, ami két halálos áldozatot követelt.

## A menet

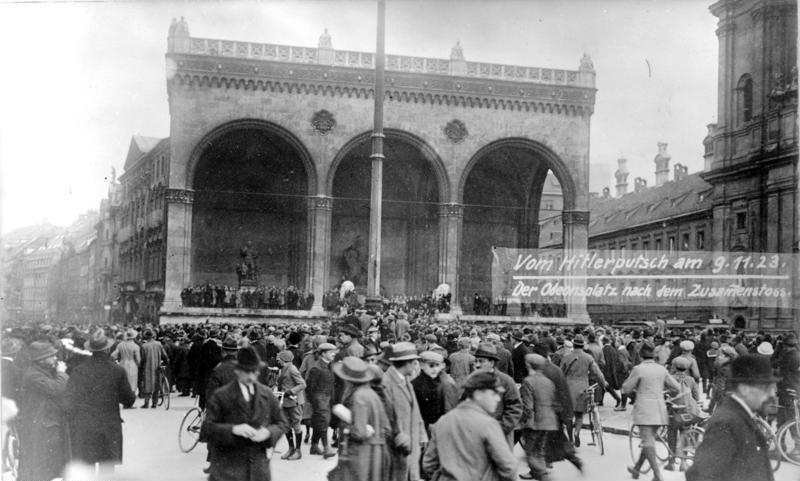
Odeonsplatz, Feldherrnhalle (1923. november 9.)

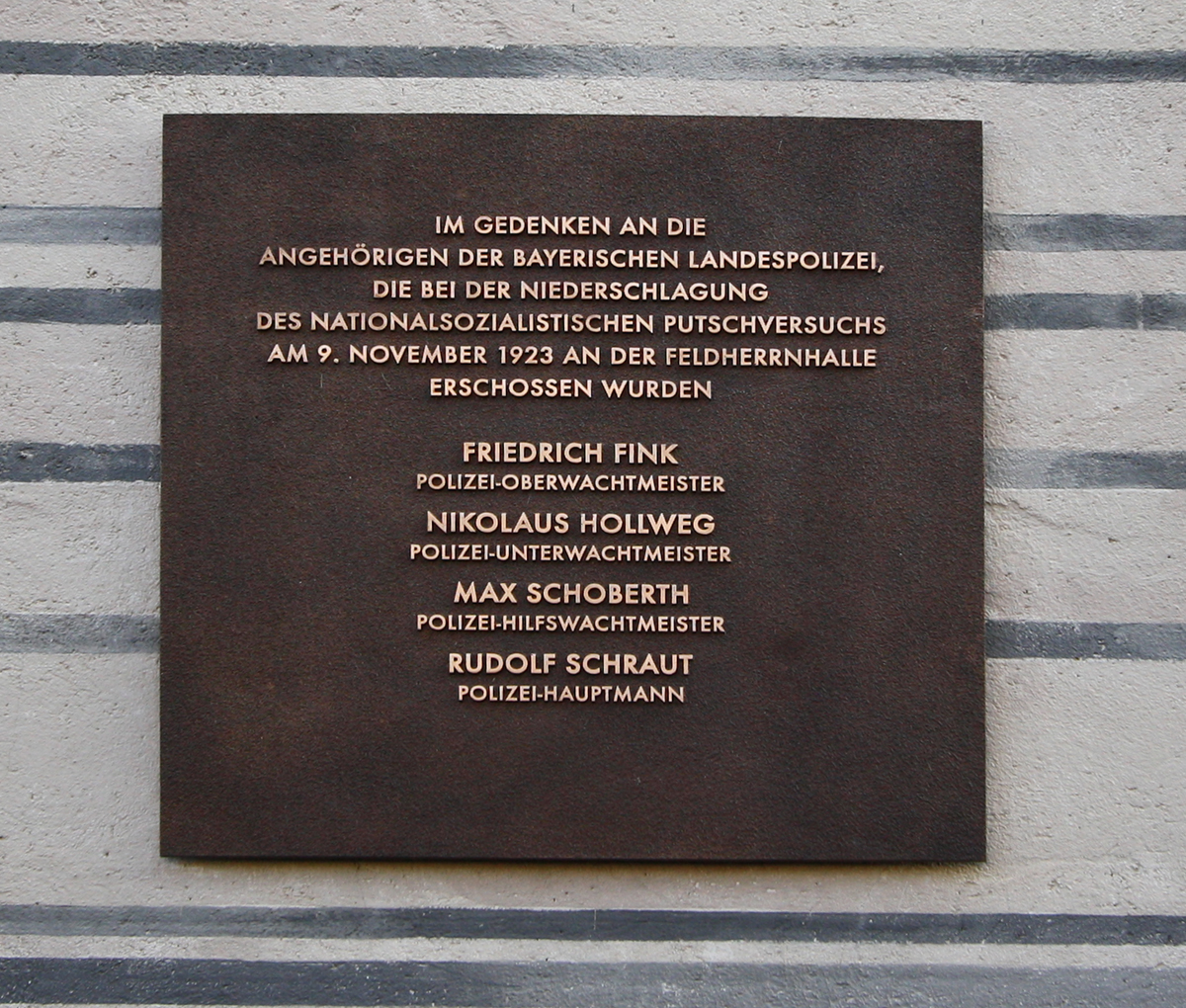
A meggyilkolt rendőrök emléktáblája

A felvonulók indulás előtt formális katonai rendben sorakoztak fel, és létszámuk legalább 2000 főt tett ki. Legelöl négy zászlóvivő, horogkeresztes és császári zászlókkal, mögöttük Adolf Lenk és Kurt Neubauer, majd újabb zászlóvivő sor. Az első sorban középen Hitler, balján Ludendorff, jobbján Scheubner-Richter, továbbá Ulrich Graf, Hitlert mindenhová árnyékként követő személyi testőre, Friedrich Weber, Julius Streicher, Göring és Wilhelm Brückner. A második sorban Heinz Pernet, Hans Streck, Johann Aigner, Gottfried Feder és Heinrich Bennecke, Brückner segédtisztje. Ezek után a jött a Stosstrupp, az SA zászlóaljak, a Gyalogsági Iskola, az Oberland, mind állig fegyverben. A menetoszlop közepén egy rohamosztagosokkal teli teherautó, tetején géppuskával. Leghátul egy élénksárga vöröskeresztes autó, dr. Walter Schulze SA orvossal. A különös tömeg 12 órakor indult a belváros felé. A Ludwig-hídnál egy körülbelül 30 főnyi rendőri egységgel találkoztak, amelyet hatalmas túlerejükkel elsodortak, őket közelharcban lefegyverezték és részben foglyul ejtették. Az út mentén álló járókelők éltették a vonulókat, sokan csatlakoztak a menetoszlophoz. A Marienplatz még mindig tele volt emberekkel, akik frenetikus éljenzéssel fogadták a zsúfolt térre benyomuló bizarr demonstrációt. Ludendorff egy hirtelen jött ötlettel a körbezárt hadügyminisztérium felé vezette a felvonulást. Mielőtt azonban elérték volna kitűzött céljukat, az Odeonsplatznál páncélautókkal megerősített rendőri egységek állták útjukat, amelyek tüzelésre készen várták a közeledőket. Hitler és Göring úgy találta, hogy a Ludwig-hídnál történt áttöréshez hasonlóan leküzdhetik az ellenállást. A Feldherrnhalle elé ért tömeg a többszöri „állj” felszólításnak sem tett eleget és az első rendőrsorfalat maga előtt tolva folytatta útját. Az első lövés tisztázatlan körülmények között, 12 óra 45 perckor dördült el az egyik tüntető fegyveréből, és megölt egy rendőrt. Erre a rendőrség össztűzzel válaszolt, aminek következtében 14 halott és számos sebesült maradt hátra. A rendőrség vesztesége a rövid, de heves tűzharcban négy fő volt. A tüntetők sorai percek alatt szétzilálódtak, kitört a pánik, és a felvonulók többsége elmenekült. Gyorsan elterjedt az a hamis hír, hogy Hitler és Ludendorff meghalt. Ebből csak annyi volt igaz, hogy a Hitlerbe karoló Scheubner-Richter valóban halálos lövést kapott, és zuhanásában magával rántotta a kövezetre. Hitler válla az esés következtében kificamodott, de súlyosabban nem sérült meg. Ludendorff pedig dacolva a körülötte fütyülő golyókkal, sértetlenül folytatta útját egyenesen a rendőrsorfalig, ahol megadta magát.

## Menekülések és túszok

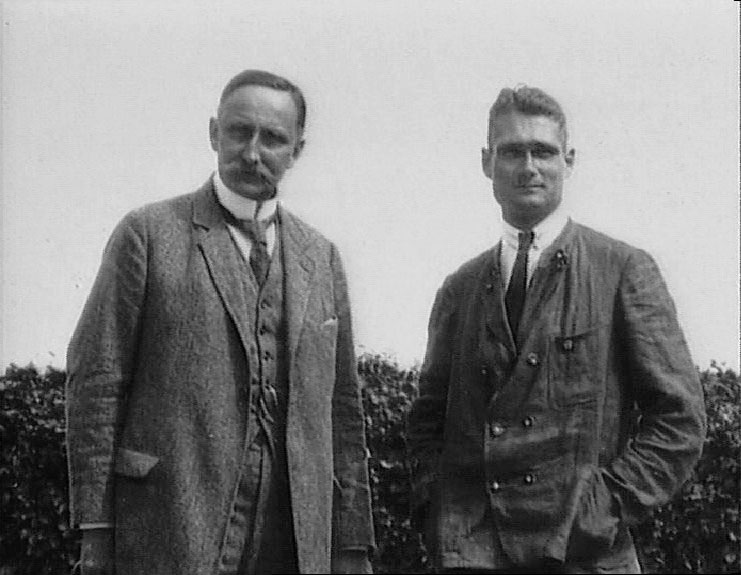
Rudolf Heß (jobbról) Karl Haushofer társaságában (1920)

Hitlert a közelben várakozó egészségügyi autóval mentették ki és szállították el Münchenből. Felajánlották neki, hogy Ausztriába menekítik, amit elutasított, míg végül Hanfstaengl Uffingban lévő házában próbált elrejtőzni. Röhm még éppen tárgyalt Dannerrel, amikor a Feldherrnhallénál történtek első híre megérkezett hozzájuk. Megegyezés nélkül, sietve visszament a hadügyminisztérium épületébe, ahol elfogadta a feltételeket és 13 óra 30 perckor megadta magát. Emberei a megegyezés értelmében a lefegyverzés után szabadon távozhattak az épületből. Göring súlyos lágyéki sebesülést szenvedett, amit egy magánklinikán bekötöztek. Ezután két napot rejtőzködött feleségével barátaik házában, majd hamis útlevéllel és kalandos körülmények között Ausztriába szökött. Az utcai csata után számos puccsista csoport visszatért a Bürgerbräukellerbe. Vezetőik közül sokan azonnal Ausztria felé vették az irányt. Gregor Strasser rohamosztagosaival sietve elhagyta Münchent, és egészéjszakás menetben visszagyalogoltak városukba, Landshutba. Az Oberland egységek teherautókon és gépkocsikon távoztak. A sörházban maradók 14 órakor harc nélkül megadták magukat a rendőrségnek, amely négy teherautónyi fegyverarzenált foglalt le a helyszínen, a túszok nagyobb része pedig kiszabadult. A polgármester és a hét városi tanácstag sorsa szintén szerencsésen végződött, de előbb Berchtold és Maurice húsz rohamosztagossal, néhány órán keresztül teherautón hurcolták őket határozott cél nélkül, miközben a túszok többször azt hitték, hogy hamarosan kivégzik őket. Hasonló helyzetet éltek át a Rudolf Heß és emberei őrizetére bízott kiemelt státuszú foglyok, köztük von Knilling miniszterelnök, Franz Schweyer belügyminiszter és Johann Wutzelhofer mezőgazdasági miniszter. A hét prominens foglyot még az éjszaka folyamán teherautón átszállították Julius Lehmann kiadótulajdonos elővárosi villájába. Amikor megérkezett a Feldherrnhallénál történtek híre az exkluzív alkalmi fogdába, Heß az általa legértékesebbnek vélt két foglyot, Schweyert és Wutzelhofert egy eldugott alpesi síházban való elhelyezés szándékával autóba ültette és két őr társaságában útnak indította. Heß eredeti terve az adott magasság hóviszonyai miatt meghiúsult, ráadásul emberei is megelégelték a sötétben való eredménytelen barangolást, így egy alkalmas percben Heßt otthagyták, visszavitték foglyaikat Münchenbe és szabadon engedték őket. Heß két nap múlva egy hegyi úton átgyalogolt Ausztriába, de néhány hónap múlva önként feladta magát.

## Halálos áldozatok

### Puccsisták
| Név                                    | Születési idő        | Halálának ideje   | Meghalt   |
| -------------------------------------- | -------------------- | ----------------- | --------- |
| Felix Allfarth                         | 1901. Július 5.      | 1923. november 9. | 22 évesen |
| Andreas Bauriedl                       | 1879. május 4.       | 1923. november 9. | 44 évesen |
| Theodor Casella                        | 1900. augusztus 8.   | 1923. november 9. | 23 évesen |
| Wilhelm Ehrlich                        | 1894. augusztus 19.  | 1923. november 9. | 29 évesen |
| Martin Faust                           | 1901. január 27.     | 1923. november 9. | 22 évesen |
| Anton Hechenberger                     | 1902. szeptember 28. | 1923. november 9. | 21 évesen |
| Oskar Körner                           | 1875. január 4.      | 1923. november 9. | 48 évesen |
| Karl Laforce                           | 1904. október 28.    | 1923. november 9. | 19 évesen |
| Kurt Neubauer                          | 1899. március 27.    | 1923. november 9. | 24 évesen |
| Klaus von Pape                         | 1904. augusztus 16.  | 1923. november 9. | 19 évesen |
| Theodor von der Pfordten               | 1873. május 14.      | 1923. november 9. | 50 évesen |
| Johann Rickmers                        | 1881. május 7.       | 1923. november 9. | 42 évesen |
| Max Erwin von Scheubner-Richter        | 1884. január 21.     | 1923. november 9. | 39 évesen |
| Lorenz Ritter von Stransky-Griffenfeld | 1899. március 14.    | 1923. november 9. | 24 évesen |
| Wilhelm Wolf                           | 1898. október 19.    | 1923. november 9. | 25 évesen |

### Bajor rendőrök
| Név              | Születési idő     | Halálának ideje   | Meghalt      |
| ---------------- | ----------------- | ----------------- | ------------ |
| Friedrich Fink   | 1887. április 23. | 1923. november 9. | 36 évesen    |
| Nikolaus Hollweg | 1897. május 15.   | 1923. november 9. | 26 évesen    |
| Max Schoberth    | 1902 vagy 1903    | 1923. november 9. | 20-21 évesen |
| Rudolf Schraut   | 1886. július 4.   | 1923. november 9. | 37 évesen    |

### Egyéb áldozat
Karl Kuhn (1897. július 25. – 1923. november 9.) 26 éves pincér valójában nem tartozott sem a puccsisták sem a hatóságok soraiba, csak kíváncsiságból kijött a kávézójából és halálos lövést kapott. Ettől függetlenül a nemzetiszocialista propaganda ugyanúgy saját mártírjának tekintette mint a puccskísérlet során elhunyt bajtársait.

## Politikai nyugtalanság
Münchenben a puccskísérlet után napokig politikai nyugtalanság uralkodott. Az Odeonsplatznál történtek utáni délután és este a – rendőrségi jelentések szerint – a lázadó tömegek a város különböző pontjain spontán gyülekeztek és tüntettek, de komolyabb fegyveres incidens nem történt. Este 8 órától gyülekezési tilalom volt érvényben, ennek ellenére például 8.45-kor a Münchner Neueste Nachrichten szerkesztősége előtt, az újság elleni akcióval fenyegető mintegy 1500–2000 főt számláló sokaság gyűlt össze. Ezek közül november 10-én, szombaton az egyetemisták által szerveződött az egyik legnagyobb náci szimpátiatüntetés. A 4000 fős demonstráció megkoszorúzta a Feldherrnhalle azon helyét, ahol előző nap meghaltak elvbarátaik, majd átvonultak a Marienplatzra, ahol többször összecsaptak a rendőrséggel, amelyben késelés és lövöldözés is történt. Késő délutánra a rendőrség a teljes belvárost lezárta. November 11-én és 12-én folytatódtak a főleg egyetemisták és tizenéves fiatalok részvételével lezajlott tüntetések, utcai harcok a rendőrséggel, amiknek számos sebesültje volt. A demonstrációk Hitler letartóztatásának hírére csitultak el.

## Hitler letartóztatása
Hitler pszichésen teljesen összeomolva érkezett Uffingba, ahol a mély depresszió és a hisztérikus dühkitörések között ingadozott lelki állapota. Helene Hanfstaengl tisztában volt azzal, hogy hosszabb ideig nem tud elrejtőzni náluk. Hitler nehezen állt rá, hogy Ausztriába emigráljon, de 10-én már dr. Schulze révén elkezdte szervezni az autót az útra, amely azonban nem érkezett meg még másnap sem. Rudolf Belleville főhadnagy, Weilheim megye rendőrparancsnoka 11-én 16 óra 20 perckor kapta a parancsot Seisser irodájából „a nagy valószínűséggel Uffingban tartózkodó Hitler” azonnali letartóztatására. Belleville elég jól ismerte Hitlert, 1920-ban még viszonylag közeli barátság volt köztük, továbbá Heßt, akinek a repülőgépén felderítő és géppuskás volt a háború alatt. Rövid hezitálás után, ennek ellenére gyorsan összeszedett egy tízfős egységet, és elindult a közeli Uffingba. Először tévesen a nő anyjának házába ment, ahonnan telefonon értesítették Helene Hanfstaenglt érkezésükről. A hírre Hitler öngyilkosságot kísérelt meg pisztolyával, amit Helene meghiúsított. Miután lelkileg összeszedte magát, sebtiben lediktálta első politikai végrendeletét, amelyben Rosenberget pártvezetőnek, Max Amannt helyettesének jelölte, míg Hermann Esser és Julius Streicher a végrehajtó bizottság vezetői lettek volna. Göring neve nem merült fel semmilyen kontextusban. A letartóztatás simán, ellenállás nélkül zajlott le. Belleville 22 óra 45 perckor adta át Hitlert Landsberg börtönében. Anton Arco-Valleyt, Kurt Eisner merénylőjét átköltöztették egy másik cellába, és Hitler megkapta a tágas VIP fogdát. Másnap nem fogadta el az ételt, és nem volt hajlandó vallomást tenni. Kihallgatója, dr. Hans Ehard a formalitásokat és a gyorsírót mellőzve, jó pszichológiai érzékkel, kevés jól célzott kérdéssel – egyetlen feljegyzés nélkül – hagyta Hitlert beszélni hosszú órákon keresztül, majd mindent emlékezetből rekonstruált. Ez volt az alapja a Hitler elleni vádnak.

## Náciellenes intézkedések és a per

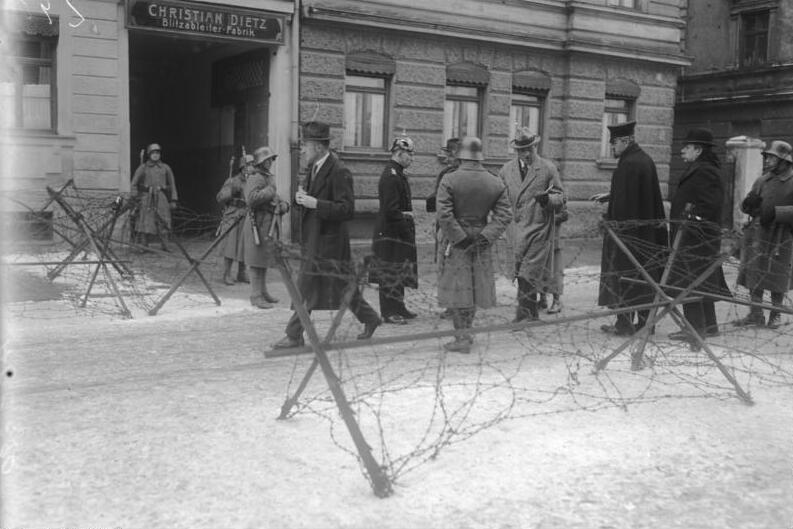
A Hitler-Ludendorff-per kezdete (1924. február)

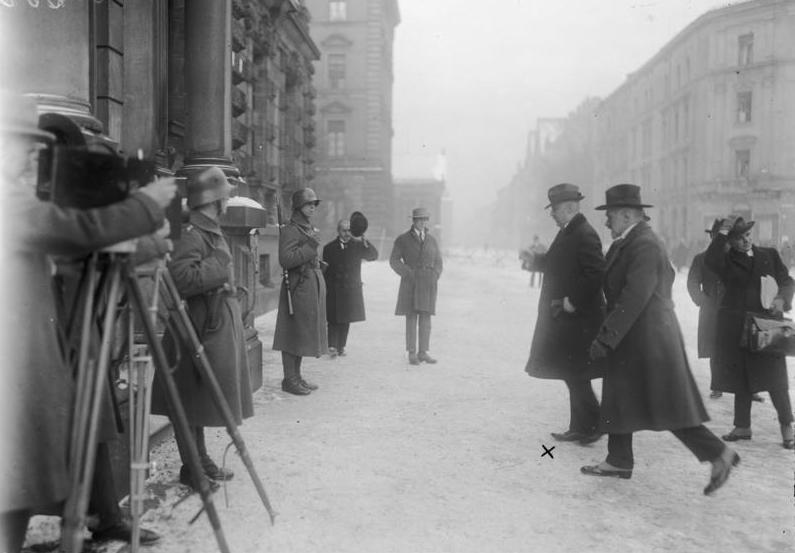
Ludendorff érkezése a tárgyalásra (1924. február)

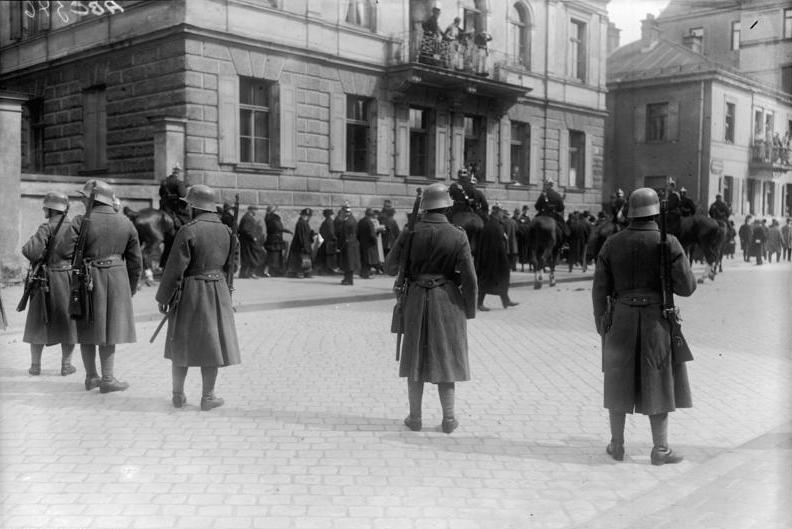
A Hitler-Ludendorff-per ítélethirdetésének napján (1924. április 1.)

A hatóságok az NSDAP-t azonnal illegálisnak nyilvánították és feloszlatták. Újságját, a Völkischer Beobachtert betiltották, a párt vagyonát, ingatlanjait elkobozták. Kétszáz puccsistát letartóztattak, és négy fő pert készítettek elő: a Hitler, Ludendorff és a legfőbb vezetők perét, a Stosstrupp ügyét, a Karl Beggel és Hans Knaut vezetésével kirabolt pénzjegynyomda ügyét, illetve a Szent Anna-kolostor fegyverrejtegetési ügyét. Gustav von Kahr 1924. február 18-án lemondásra kényszerült, Otto von Lossowot pedig tiszteletre méltó feltételekkel nyugdíjazták.
1924. február 26-án kezdődött a puccs vezetőinek pere, ami világméretű sajtófigyelem középpontjában állt. Az ügy méretei – a vád és a védelem 368 tanút vonultatott fel – és a hatalmas számban megjelent érdeklődők befogadását nem tette lehetővé a tárgyalóterem, ezért azt a Gyalogsági Iskola legnagyobb előadótermében tartották. A környékbeli utcákat a rendőrség szögesdrótakadályokkal zárta le, melyeken kívül többezres kíváncsi tömeg gyűlt össze. A vádlottak padsorában Hitler és Ludendorff mellett helyet foglalt a tábornok fogadott fia, Heinz Pernet egykori hadnagy, dr. Friedrich Weber az Oberland Liga vezetője, Hermann Kriebel egykori alezredes, Ernst Röhm százados, Ernst Pöhner, München korábbi rendőrfőnöke, Wilhelm Frick egykori rendőrtiszt, Wilhelm Brückner egykori hadnagy, a müncheni SA ezredparancsnoka és Robert Wagner, a Gyalogsági Iskola hadnagya. A puccs számos fontos vezetője hiányzott a vádlottak közül, mivel emigrált vagy elrejtőzött: Hermann Göring, Rudolf Heß, Josef Berchtold, Gerhard Rossbach, Ludwig Oestreicher, Hermann Esser, Ernst Hanfstaengl. A vádat Ludwig Stengleng és asszisztense, dr. Hans Ehard képviselte, míg a védelmet egy seregnyi ügyvéd látta el. A bíróság elnöki tisztét Georg Neithardt nürnbergi bíró, buzgó jobboldali nacionalista töltötte be. Asszisztense August Leydenecker bíró, illetve három laikus népbíró volt, Philipp Herrmann, Christian Zimmermann – mindketten biztosítási ügynökök – és Leonhard Beck, papírárubolt-tulajdonos személyében.
A per alapvető menetét befolyásolta, hogy Neithardt nyíltan szimpatizált a vádlottakkal, kétségbe vonta a vád tanúinak szavahihetőségét, míg a védelem tanúi felé részrehajló volt. Hitler felismerte, hogy a per hatalmas nyilvánossága a sajtó révén mekkora propagandalehetőséget nyújt számára, amit maximálisan ki is használt. A tárgyalásokon sokszor magához ragadta a szót, és vádlottból kvázi vádlóvá lépett elő, sőt sok esetben szinte átvette a per vezetését. Most duplán visszaütött az, hogy a birodalmi kormány a törvények ellenére lehetővé tette a per Bajorországban való lefolytatását. Hitler rendszeresen élt a zsarolás módszerével, amellyel állandó leleplezéssel fenyegette a triumvireket, hogy bűnrészesként őket is a vádlottak padjára fogja juttatni. Ezzel Kahr és Lossow védekező pozícióba kényszerült, amelyben a vád tanúiból a karrierjüket és jó hírnevüket védelmező szánalmas figurák szintjére csúsztak le, csupán Seisser vette fel a kesztyűt és mert szópárbajba bocsátkozni Hitlerrel. Hitler magabiztosságára jellemző, hogy esetenként még a bíróságot is szidalmazta. A per óriási botránykővé vált, és nem csak a külföldiek és Bajorországon kívüliek szemében. Hitler a pert átütő propagandisztikus győzelemmé változtatta, s ezen nem módosított az sem, hogy sokszor rendeltek el zárt tárgyalást. Március 27-én az utolsó szó jogán több órás politikai szónoklatot tartott, amelyben Ebertet és Stresemannt hazaárulással vádolta. Az ítéletet április 1-jén hirdették ki, ami példátlanul enyhe volt. Ludendorffot felmentették, Frick, Röhm és Brückner pedig szintén szabadlábon távozhatott, mert beszámítva az előzetes letartóztatást, büntetésük letöltöttnek minősült. Hitler, Weber, Kriebel és Pöhner a hazaárulásért kiszabható minimális 5 évet kapta, 200 aranymárka pénzbüntetéssel kiegészítve, sőt a feltételesen szabadlábra bocsátható engedményben is részesültek. Hitlert felmentették a kitoloncolás alól, amitől leginkább tartott. Hívei a per végeredményét nagy sikerként ünnepelték, Ludendorffot szinte győzelmi menet kísérte otthona felé. Hitler, akinek a neve korábban Bajorországon kívül alig volt ismert, hallatlan ismertségre tett szert, amit az elkövetkező években jól kiaknázhatott.
Szinte szállodai körülményeket biztosító börtöncellájában korlátlanul fogadhatott vendégeket, melyet kezdetben még élvezett, de később már inkább zavarta a látogatók hada. Heß és Adolf Lenk szerkesztési, gépírási segítségével lediktálta Mein Kampf című politikai életrajzának és hitvallásának első kötetét. Hitler 1924. december 20-án feltételesen szabadult, amit közeli barátja, fotósa, Heinrich Hoffmann megörökített. Hoffmann kérdésére, hogy „mit szándékozik tenni”, azt válaszolta, hogy „újra kezdi, az elejéről”.
Felismerte és kihasználta a levert puccs reklámértékét. Politikai követőivel minden évben visszatért a helyszínre, ahol együtt végigjárták a Bürgerbräukellertől a Feldherrnhalléig vezető útvonalat, és megemlékeztek a történtekről. Később a náci propaganda mítoszt gyártott az eseményből, amelyben szépen kiszínezték a történéseket. A mítosz egyik szimbóluma az elesett áldozatok vérével megfestett „véres zászló”, a Blutfahne, követőik számára szent ereklyévé vált.
Egy évtizeddel az események után Hitler a hosszú kések éjszakájának elnevezett politikai leszámolás keretében bosszút állt Kahron, akit árulónak tartott, valamint a puccsban Hitler mellett aktívan résztvevő (és végig kitartó) Ernest Röhmöt. Előbbi különösen kegyetlen kínok között végezte.

## Filmek
- Christian Duguay: Hitler – A Sátán felemelkedése (2003)[89]
- Doug Stanhope: Beer Hall Putsch (2013)[90]

Dokumentumfilmek
- The Munich Putsch (The Beer Hall Putsch or German October) (angolul)
- Hitler – Út a hatalomba